# Nobel-díjasok országonként
Ez a Nobel-díjasok felsorolása országonként. A közgazdasági díj a Nobel-emlékdíjra vonatkozik. A Nobel-díjakat és a közgazdasági Nobel-emlékdíjat 567 alkalommal ítélték oda 889 kitüntetettnek, ebből 25 békedíjat szervezeteknek. Néhány díjazott többszörös díjazása miatt a kitüntetettek száma összesen 860 személy és 22 szervezet.
A jelenlegi lista a Nobel-díjas bizottság honlapján jegyzett országokat veszi alapul. A lista nem különbözteti meg az egyéni és a megosztott a díjat. Egyes díjazottak több országban szerepelnek, mivel a hivatalos honlap is több országot említ. Ha egy országot csupán születési helyként említenek, ezt csillaggal (*) jelezik a felsorolásban. Ebben az esetben a születési ország dőlt betűvel szerepel az összegezésben.
A szervezeteket csak akkor sorolják fel ha az a Nobel-díj bizottság szerint egyetlen országhoz tartozik.

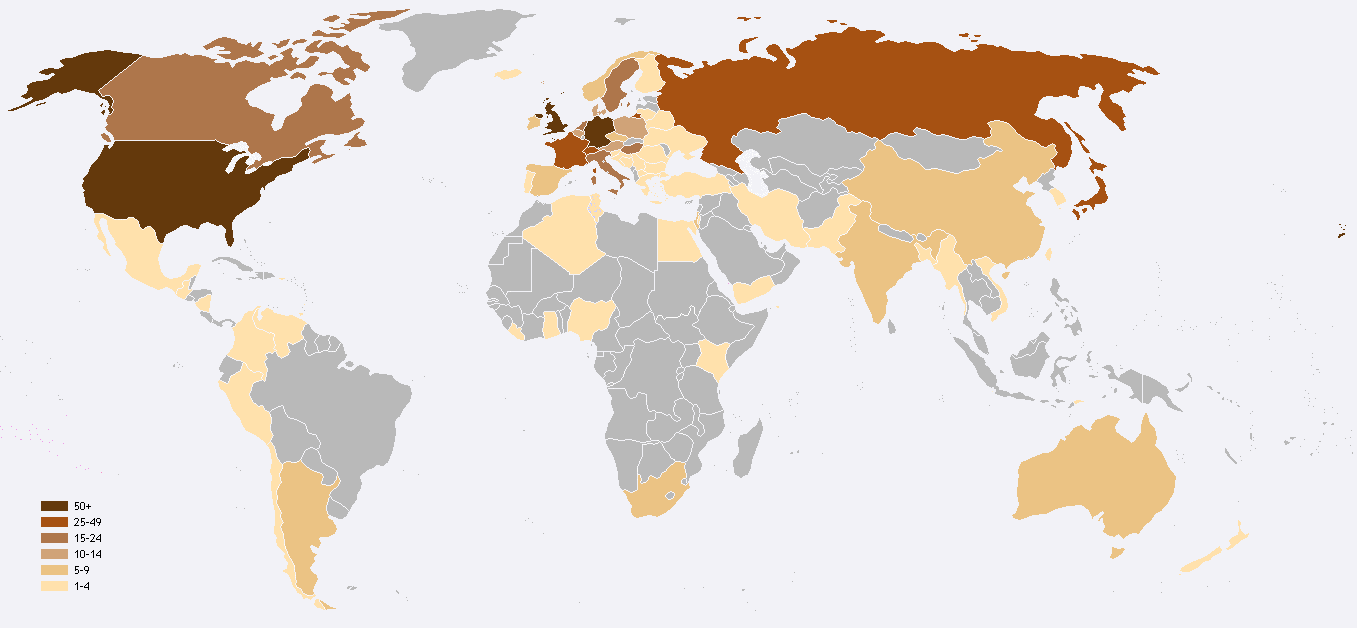
Nobel-díjak eloszlása országonként (2017-ben)

## Argentína
1. César Milstein, Fiziológiai és orvostudományi Nobel-díj, 1984
2. Adolfo Pérez Esquivel, Nobel-békedíj, 1980
3. Luis Federico Leloir, Kémiai Nobel-díj, 1970
4. Bernardo Houssay, Fiziológiai és orvostudományi Nobel-díj, 1947
5. Carlos Saavedra Lamas, Nobel-békedíj, 1936

## Ausztrália
1. Brian P. Schmidt, született az USA-ban, Fizikai Nobel-díj, 2011
2. Elizabeth Blackburn*, Fiziológiai és orvostudományi Nobel-díj, 2009
3. Barry Marshall, Fiziológiai és orvostudományi Nobel-díj, 2005
4. J. Robin Warren, Fiziológiai és orvostudományi Nobel-díj, 2005
5. Peter C. Doherty, Fiziológiai és orvostudományi Nobel-díj, 1996
6. Rolf M. Zinkernagel, Fiziológiai és orvostudományi Nobel-díj, 1996
7. John Harsanyi, Közgazdasági Nobel-emlékdíj, 1994
8. John Cornforth*, Kémiai Nobel-díj, 1975
9. Patrick White, született az Egyesült Királyságban, Irodalmi Nobel-díj, 1973
10. John Carew Eccles, Fiziológiai és orvostudományi Nobel-díj, 1963
11. Frank Macfarlane Burnet, Fiziológiai és orvostudományi Nobel-díj, 1960
12. Howard Florey, Fiziológiai és orvostudományi Nobel-díj, 1945

## Ausztria
1. Krausz Ferenc, Fizikai Nobel-díj, 2023
2. Anton Zeilinger, Fizikai Nobel-díj, 2022
3. Peter Handke, Irodalmi Nobel-díj, 2019
4. Martin Karplus*, Kémiai Nobel-díj, 2013
5. Nemzetközi Atomenergia-ügynökség, Nobel-békedíj, 2005
6. Elfriede Jelinek, Irodalmi Nobel-díj, 2004
7. Eric Kandel*, Fiziológiai és orvostudományi Nobel-díj, 2000
8. Walter Kohn*, Kémiai Nobel-díj, 1998
9. Friedrich August von Hayek, Közgazdasági Nobel-emlékdíj, 1974
10. Konrad Lorenz, Fiziológiai és orvostudományi Nobel-díj, 1973
11. Karl von Frisch*, Fiziológiai és orvostudományi Nobel-díj, 1973
12. Max Perutz, Kémiai Nobel-díj, 1962
13. Wolfgang Pauli, Fizikai Nobel-díj, 1945
14. Richard Kuhn*, Kémiai Nobel-díj, 1938
15. Otto Loewi*, Fiziológiai és orvostudományi Nobel-díj, 1936
16. Victor Francis Hess, Fizikai Nobel-díj, 1936
17. Erwin Schrödinger, Fizikai Nobel-díj, 1933
18. Karl Landsteiner, Fiziológiai és orvostudományi Nobel-díj, 1930
19. Julius Wagner-Jauregg, Fiziológiai és orvostudományi Nobel-díj, 1927
20. Richard Adolf Zsigmondy, Kémiai Nobel-díj, 1925
21. Fritz Pregl, született az akkori Ausztria-Magyarországon, most Szlovénia, Kémiai Nobel-díj, 1923
22. Róbert Bárány, Fiziológiai és orvostudományi Nobel-díj, 1914
23. Alfred Hermann Fried, Nobel-békedíj, 1911
24. Bertha von Suttner, született az akkori Osztrák Monarchiában, most Csehország, Nobel-békedíj, 1905

## Banglades
1. Muhámmad Iunúsz, született az akkori Brit Indiában, most Banglades, Nobel-békedíj, 2006

## Belgium
1. François Englert, Fizikai Nobel-díj, 2013
2. Ilya Prigogine, született Oroszországban, Kémiai Nobel-díj, 1977
3. Christian de Duve, született az Egyesült Királyságban, Fiziológiai és orvostudományi Nobel-díj, 1974
4. Albert Claude, Fiziológiai és orvostudományi Nobel-díj, 1974
5. Georges Pire, Nobel-békedíj, 1958
6. Corneille Heymans, Fiziológiai és orvostudományi Nobel-díj, 1938
7. Jules Bordet, Fiziológiai és orvostudományi Nobel-díj, 1919
8. Henri La Fontaine, Nobel-békedíj, 1913
9. Maurice Maeterlinck, Irodalmi Nobel-díj, 1911
10. Auguste Beernaert, Nobel-békedíj, 1909
11. Nemzetközi Jogi Intézet, Nobel-békedíj, 1904

## Bosznia-Hercegovina
1. Ivo Andrić, született Ausztria-Magyarországon, most Bosznia-Hercegovina, Irodalmi Nobel-díj, 1961
2. Vladimir Prelog*, született Ausztria-Magyarországon, most Bosznia-Hercegovina, Kémiai Nobel-díj, 1975

## Bulgária
1. Elias Canetti*, Irodalmi Nobel-díj, 1981

## Chile
1. Pablo Neruda, Irodalmi Nobel-díj, 1971
2. Gabriela Mistral, Irodalmi Nobel-díj, 1945

## Costa Rica
1. Óscar Arias Sánchez, Nobel-békedíj, 1987

## Csehország
1. Jaroslav Seifert, Irodalmi Nobel-díj, 1984
2. Jaroslav Heyrovský, Kémiai Nobel-díj, 1959
3. Carl Ferdinand Cori*, született Prágában, az akkori Ausztria-Magyarországon, most Csehország, Fiziológiai és orvostudományi Nobel-díj, 1947
4. Gerty Cori*, született Prágában, az akkori Ausztria-Magyarországon, most Csehország, Fiziológiai és orvostudományi Nobel-díj, 1947
5. Bertha von Suttner*, született Prágában, az akkori Ausztria-Magyarországon, most Csehország, Nobel-békedíj, 1905

## Dánia
1. Morten P. Meldal, Kémiai Nobel-díj, 2022
2. Jens Christian Skou, Kémiai Nobel-díj, 1997
3. Niels Kaj Jerne, Fiziológiai és orvostudományi Nobel-díj, 1984
4. Aage Niels Bohr, Fizikai Nobel-díj, 1975
5. Ben Roy Mottelson, Fizikai Nobel-díj, 1975
6. Johannes Vilhelm Jensen, Irodalmi Nobel-díj, 1944
7. Henrik Dam, Fiziológiai és orvostudományi Nobel-díj, 1943
8. Johannes Fibiger, Fiziológiai és orvostudományi Nobel-díj, 1926
9. Niels Bohr, Fizikai Nobel-díj, 1922
10. August Krogh, Fiziológiai és orvostudományi Nobel-díj, 1920
11. Karl Adolph Gjellerup, Irodalmi Nobel-díj, 1917
12. Henrik Pontoppidan, Irodalmi Nobel-díj, 1917
13. Fredrik Bajer, Nobel-békedíj, 1908
14. Niels Ryberg Finsen, született Feröer szigeteken, Fiziológiai és orvostudományi Nobel-díj, 1903

## Dél-afrikai Köztársaság
1. John Maxwell Coetzee, Irodalmi Nobel-díj, 2003
2. Sydney Brenner*, Fiziológiai és orvostudományi Nobel-díj, 2002
3. Frederik Willem de Klerk, Nobel-békedíj, 1993
4. Nelson Mandela, Nobel-békedíj, 1993
5. Nadine Gordimer, Irodalmi Nobel-díj, 1991
6. Desmond Tutu, Nobel-békedíj, 1984
7. Aaron Klug, Kémiai Nobel-díj, 1982
8. Allan M. Cormack*, Fiziológiai és orvostudományi Nobel-díj, 1979
9. Albert Lutuli, született az akkori Rhodéziában, most Zimbabwe, Nobel-békedíj, 1960
10. Max Theiler, Fiziológiai és orvostudományi Nobel-díj, 1951

## Dél-Korea
1. Han Kang, Irodalmi Nobel-díj, 2024
2. Kim Dedzsung, Nobel-békedíj, 2000

## Egyesült Királyság
1. Demis Hassabis, Kémiai Nobel-díj, 2024
2. Geoffrey Hinton, Fizikai Nobel-díj, 2024
3. Abdulrazak Gurnah, Irodalmi Nobel-díj, 2021
4. David MacMillan, Kémiai Nobel-díj, 2021
5. Michael Houghton, Fiziológiai és orvostudományi Nobel-díj, 2020
6. Peter Ratcliffe, Fiziológiai és orvostudományi Nobel-díj, 2019
7. Gregory P. Winter, Kémiai Nobel-díj, 2018
8. Kazuo Ishiguro, született Japánban, Irodalmi Nobel-díj, 2017
9. Richard Henderson, Kémiai Nobel-díj, 2017
10. Oliver Hart, Közgazdasági Nobel-emlékdíj, 2016
11. Fraser Stoddart, Kémiai Nobel-díj, 2016
12. David J. Thouless, Fizikai Nobel-díj, 2016
13. F. Duncan M. Haldane, Fizikai Nobel-díj, 2016
14. John M. Kosterlitz, Fizikai Nobel-díj, 2016
15. Angus Deaton, Közgazdasági Nobel-emlékdíj, 2015
16. Tomas Lindahl, született Svédországban, Kémiai Nobel-díj, 2015
17. John O’Keefe, született az USA-ban, Fiziológiai és orvostudományi Nobel-díj, 2014
18. Michael Levitt*, izraeli állampolgár, Kémiai Nobel-díj, 2013
19. Peter Higgs, Fizikai Nobel-díj, 2013
20. John B. Gurdon, Fiziológiai és orvostudományi Nobel-díj, 2012
21. Christopher A. Pissarides, born at Ciprus, Közgazdasági Nobel-emlékdíj, 2010
22. Konsztantyin Szergejevics Novoszjolov, született Oroszországban, Fizikai Nobel-díj, 2010
23. Robert G. Edwards, Fiziológiai és orvostudományi Nobel-díj, 2010
24. Charles K. Kao, született Kínában, Fizikai Nobel-díj, 2009
25. Doris Lessing, született Iránban, Irodalmi Nobel-díj, 2007
26. Sir Martin J. Evans, Fiziológiai és orvostudományi Nobel-díj, 2007
27. Oliver Smithies*, Fiziológiai és orvostudományi Nobel-díj, 2007
28. Harold Pinter, Irodalmi Nobel-díj, 2005
29. Clive W. J. Granger*, Közgazdasági Nobel-emlékdíj, 2003
30. Anthony J. Leggett*, Fizikai Nobel-díj, 2003
31. Peter Mansfield, Fiziológiai és orvostudományi Nobel-díj, 2003
32. Sydney Brenner, született Dél Afrikai Unióban, Fiziológiai és orvostudományi Nobel-díj, 2002
33. John E. Sulston, Fiziológiai és orvostudományi Nobel-díj, 2002
34. Tim Hunt, Fiziológiai és orvostudományi Nobel-díj, 2001
35. Paul Nurse, Fiziológiai és orvostudományi Nobel-díj, 2001
36. Vidiadhar Surajprasad Naipaul, született Trinidádon, Irodalmi Nobel-díj, 2001
37. David Trimble, Nobel-békedíj, 1998
38. John Pople, Kémiai Nobel-díj, 1998
39. John E. Walker, Kémiai Nobel-díj, 1997
40. Harold Kroto, Kémiai Nobel-díj, 1996
41. James Mirrlees, Közgazdasági Nobel-emlékdíj, 1996
42. Józef Rotblat*, született az akkori Oroszországban, most Lengyelország, Nobel-békedíj, 1995
43. Richard J. Roberts, Fiziológiai és orvostudományi Nobel-díj, 1993
44. Michael Smith*, Kémiai Nobel-díj, 1993
45. Ronald Coase, tevékeny az USA-ban, Közgazdasági Nobel-emlékdíj, 1991
46. James W. Black, Fiziológiai és orvostudományi Nobel-díj, 1988
47. Niels Kaj Jerne*, Fiziológiai és orvostudományi Nobel-díj, 1984
48. César Milstein, született Argentínában, Fiziológiai és orvostudományi Nobel-díj, 1984
49. Richard Stone, Közgazdasági Nobel-emlékdíj, 1984
50. William Golding, Irodalmi Nobel-díj, 1983
51. Aaron Klug, született Litvániában, Kémiai Nobel-díj, 1982
52. John Robert Vane, Fiziológiai és orvostudományi Nobel-díj, 1982
53. Elias Canetti, született Bulgáriában, Irodalmi Nobel-díj, 1981
54. Frederick Sanger, Kémiai Nobel-díj, 1980
55. Arthur Lewis, született Saint Lucia szigetén, Közgazdasági Nobel-emlékdíj, 1979
56. Godfrey Hounsfield, Fiziológiai és orvostudományi Nobel-díj, 1979
57. Peter D. Mitchell, Kémiai Nobel-díj, 1978
58. James Meade, Közgazdasági Nobel-emlékdíj, 1977
59. Nevill Francis Mott, Fizikai Nobel-díj, 1977
60. Amnesty International, Nobel-békedíj, 1977
61. Betty Williams, Nobel-békedíj, 1976
62. John Cornforth, született Ausztráliában, Kémiai Nobel-díj, 1975
63. Christian de Duve*, Fiziológiai és orvostudományi Nobel-díj, 1974
64. Friedrich August von Hayek, született Ausztriában, Közgazdasági Nobel-emlékdíj, 1974
65. Martin Ryle, Fizikai Nobel-díj, 1974
66. Antony Hewish, Fizikai Nobel-díj, 1974
67. Patrick White*, Irodalmi Nobel-díj, 1973
68. Geoffrey Wilkinson, Kémiai Nobel-díj, 1973
69. Brian David Josephson, Fizikai Nobel-díj, 1973
70. Rodney Robert Porter, Fiziológiai és orvostudományi Nobel-díj, 1972
71. John Hicks, Közgazdasági Nobel-emlékdíj, 1972
72. Gábor Dénes, született Magyarországon, Fizikai Nobel-díj, 1971
73. Bernard Katz, született Németországban, Fiziológiai és orvostudományi Nobel-díj, 1970
74. Derek Barton, Kémiai Nobel-díj, 1969
75. Ronald Norrish, Kémiai Nobel-díj, 1967
76. George Porter, Kémiai Nobel-díj, 1967
77. Dorothy Hodgkin, Kémiai Nobel-díj, 1964
78. Andrew Huxley, Fiziológiai és orvostudományi Nobel-díj, 1963
79. Alan Lloyd Hodgkin, Fiziológiai és orvostudományi Nobel-díj, 1963
80. John Kendrew, Kémiai Nobel-díj, 1962
81. Max Perutz, született Ausztriában, Kémiai Nobel-díj, 1962
82. Francis Crick, Fiziológiai és orvostudományi Nobel-díj, 1962
83. Maurice Wilkins, született Új-Zélandon, Fiziológiai és orvostudományi Nobel-díj, 1962
84. Peter Medawar, született Brazíliában, Fiziológiai és orvostudományi Nobel-díj, 1960
85. Philip Noel-Baker, Nobel-békedíj, 1959
86. Frederick Sanger, Kémiai Nobel-díj, 1958
87. Alexander R. Todd, Kémiai Nobel-díj, 1957
88. Cyril Norman Hinshelwood, Kémiai Nobel-díj, 1956
89. Max Born, született az akkori Németországban, most Lengyelország, Fizikai Nobel-díj, 1954
90. Winston Churchill, Irodalmi Nobel-díj, 1953
91. Hans Adolf Krebs, született Németországban, Fiziológiai és orvostudományi Nobel-díj, 1953
92. Archer John Porter Martin, Kémiai Nobel-díj, 1952
93. Richard Laurence Millington Synge, Kémiai Nobel-díj, 1952
94. John Cockcroft, Fizikai Nobel-díj, 1951
95. Bertrand Russell, Irodalmi Nobel-díj, 1950
96. Cecil Frank Powell, Fizikai Nobel-díj, 1950
97. John Boyd Orr, Nobel-békedíj, 1949
98. T. S. Eliot, született az USA-ban, Irodalmi Nobel-díj, 1948
99. Patrick Blackett, Fizikai Nobel-díj, 1948
100. Edward Victor Appleton, Fizikai Nobel-díj, 1947
101. Robert Robinson, Kémiai Nobel-díj, 1947
102. Friends Service Council, Nobel-békedíj, 1947
103. Ernst Boris Chain, született Németországban, Fiziológiai és orvostudományi Nobel-díj, 1945
104. Alexander Fleming, Fiziológiai és orvostudományi Nobel-díj, 1945
105. George Paget Thomson, Fizikai Nobel-díj, 1937
106. Robert Cecil, Nobel-békedíj, 1937
107. Norman Haworth, Kémiai Nobel-díj, 1937
108. Henry Hallett Dale, Fiziológiai és orvostudományi Nobel-díj, 1936
109. James Chadwick, Fizikai Nobel-díj, 1935
110. Arthur Henderson, Nobel-békedíj, 1934
111. Norman Angell, Nobel-békedíj, 1933
112. Paul Dirac, Fizikai Nobel-díj, 1933
113. Charles Scott Sherrington, Fiziológiai és orvostudományi Nobel-díj, 1932
114. John Galsworthy, Irodalmi Nobel-díj, 1932
115. Edgar Douglas Adrian, Fiziológiai és orvostudományi Nobel-díj, 1932
116. Arthur Harden, Kémiai Nobel-díj, 1929
117. Frederick Hopkins, Fiziológiai és orvostudományi Nobel-díj, 1929
118. Owen Willans Richardson, Fizikai Nobel-díj, 1928
119. Charles Thomson Rees Wilson, Fizikai Nobel-díj, 1927
120. Austen Chamberlain, Nobel-békedíj, 1925
121. George Bernard Shaw, született Írországban, Irodalmi Nobel-díj, 1925
122. John James Rickard Macleod*, Fiziológiai és orvostudományi Nobel-díj, 1923
123. Archibald Hill, Fiziológiai és orvostudományi Nobel-díj, 1922
124. Francis William Aston, Kémiai Nobel-díj, 1922
125. Frederick Soddy, Kémiai Nobel-díj, 1921
126. Charles Glover Barkla, Fizikai Nobel-díj, 1917
127. William Henry Bragg, Fizikai Nobel-díj, 1915
128. William Lawrence Bragg, született Ausztráliában, Fizikai Nobel-díj, 1915
129. Ernest Rutherford, született Új-Zélandon, Kémiai Nobel-díj, 1908
130. Rudyard Kipling*, született Indiában, Irodalmi Nobel-díj, 1907
131. Joseph John Thomson, Fizikai Nobel-díj, 1906
132. John William Strutt, Fizikai Nobel-díj, 1904
133. William Ramsay, Kémiai Nobel-díj, 1904
134. William Randal Cremer, Nobel-békedíj, 1903
135. Ronald Ross*, született Indiában, Fiziológiai és orvostudományi Nobel-díj, 1902

## Egyiptom
1. Mohammed el-Barádei, Nobel-békedíj, 2005
2. Ahmed Zewail, Kémiai Nobel-díj, 1999
3. Nagíb Mahfúz, Irodalmi Nobel-díj, 1988
4. Anvar Szádát, Nobel-békedíj, 1978

## Etiópia
1. Abij Ahmed, Nobel-békedíj, 2019

## Fehéroroszország
1. Alesz Viktaravics Bjaljacki, Nobel-békedíj, 2022
2. Szvjatlana Aljakszandravna Alekszievics, Irodalmi Nobel-díj, 2015

## Feröer
1. Niels Ryberg Finsen*, Fiziológiai és orvostudományi Nobel-díj, 1903

## Finnország
1. Bengt R. Holmström, Közgazdasági Nobel-emlékdíj, 2016
2. Martti Ahtisaari, Nobel-békedíj, 2008
3. Ragnar Granit, született a Finn nagyhercegségben, 1809–1917 között az Orosz birodalom része, Fiziológiai és orvostudományi Nobel-díj, 1967
4. Artturi Virtanen, született a Finn nagyhercegségben, 1809–1917 között az Orosz birodalom része, Kémiai Nobel-díj, 1945
5. Frans Eemil Sillanpää, született a Finn nagyhercegségben, 1809–1917 között az Orosz birodalom része, Irodalmi Nobel-díj, 1939

## Franciaország
1. Pierre Agostini, Fizikai Nobel-díj, 2023
2. Anne L’Huillier, Fizikai Nobel-díj, 2023
3. Annie Ernaux, Irodalmi Nobel-díj, 2022
4. Alain Aspect, Fizikai Nobel-díj, 2022
5. Emmanuelle Charpentier, Kémiai Nobel-díj, 2020
6. Esther Duflo, Közgazdasági Nobel-emlékdíj, 2019
7. Gérard Mourou, Fizikai Nobel-díj, 2018
8. Jean-Pierre Sauvage, Kémiai Nobel-díj, 2016
9. Jean Tirole, Közgazdasági Nobel-emlékdíj, 2014
10. Patrick Modiano, Irodalmi Nobel-díj, 2014
11. Serge Haroche, született Marokkóban, akkor francia protektorátus, Fizikai Nobel-díj, 2012
12. Jules Hoffmann, született Luxemburgban, Fiziológiai és orvostudományi Nobel-díj, 2011
13. Jean-Marie Gustave Le Clézio, Irodalmi Nobel-díj, 2008
14. Luc Montagnier, Fiziológiai és orvostudományi Nobel-díj, 2008
15. Françoise Barré-Sinoussi, Fiziológiai és orvostudományi Nobel-díj, 2008
16. Albert Fert, Fizikai Nobel-díj, 2007
17. Yves Chauvin, Kémiai Nobel-díj, 2005
18. Kao Hszing-csien, született Kínában, Irodalmi Nobel-díj, 2000
19. Orvosok Határok Nélkül, Nobel-békedíj, 1999
20. Claude Cohen-Tannoudji, született Francia Algériában, Fizikai Nobel-díj, 1997
21. Georges Charpak, született az akkori Lengyelországban, most Ukrajna, Fizikai Nobel-díj, 1992
22. Pierre-Gilles de Gennes, Fizikai Nobel-díj, 1991
23. Maurice Allais, Közgazdasági Nobel-emlékdíj, 1988
24. Jean-Marie Lehn, Kémiai Nobel-díj, 1987
25. Claude Simon, Irodalmi Nobel-díj, 1985
26. Gérard Debreu, Közgazdasági Nobel-emlékdíj, 1983
27. Jean Dausset, Fiziológiai és orvostudományi Nobel-díj, 1980
28. Roger Guillemin*, Fiziológiai és orvostudományi Nobel-díj, 1977
29. Seán MacBride*, Nobel-békedíj, 1974
30. Louis Néel, Fizikai Nobel-díj, 1970
31. Luis Federico Leloir*, Kémiai Nobel-díj, 1970
32. René Cassin, Nobel-békedíj, 1968
33. Alfred Kastler, Fizikai Nobel-díj, 1966
34. François Jacob, Fiziológiai és orvostudományi Nobel-díj, 1965
35. Jacques Monod, Fiziológiai és orvostudományi Nobel-díj, 1965
36. André Michel Lwoff, Fiziológiai és orvostudományi Nobel-díj, 1965
37. Jean-Paul Sartre,  (visszautasította), Irodalmi Nobel-díj, 1964
38. Saint-John Perse, Irodalmi Nobel-díj, 1960
39. Albert Camus, született Francia Algériában, Irodalmi Nobel-díj, 1957
40. André Frédéric Cournand, Fiziológiai és orvostudományi Nobel-díj, 1956
41. François Mauriac, Irodalmi Nobel-díj, 1952
42. Albert Schweitzer, született Elzászban, akkori Németországban, Nobel-békedíj, 1952
43. Léon Jouhaux, Nobel-békedíj, 1951
44. André Gide, Irodalmi Nobel-díj, 1947
45. Roger Martin du Gard, Irodalmi Nobel-díj, 1937
46. Frédéric Joliot-Curie, Kémiai Nobel-díj, 1935
47. Irène Joliot-Curie, Kémiai Nobel-díj, 1935
48. Ivan Alekszejevics Bunyin, született Oroszországban, Irodalmi Nobel-díj, 1933
49. Louis de Broglie, Fizikai Nobel-díj, 1929
50. Charles Nicolle, Fiziológiai és orvostudományi Nobel-díj, 1928
51. Henri Bergson, Irodalmi Nobel-díj, 1927
52. Ferdinand Buisson, Nobel-békedíj, 1927
53. Aristide Briand, Nobel-békedíj, 1926
54. Jean Baptiste Perrin, Fizikai Nobel-díj, 1926
55. Anatole France, Irodalmi Nobel-díj, 1921
56. Léon Bourgeois, Nobel-békedíj, 1920
57. Romain Rolland, Irodalmi Nobel-díj, 1915
58. Alfred Werner*, Kémiai Nobel-díj, 1913
59. Charles Richet, Fiziológiai és orvostudományi Nobel-díj, 1913
60. Alexis Carrel, Medicine, 1912
61. Paul Sabatier, Kémiai Nobel-díj, 1912
62. Victor Grignard, Kémiai Nobel-díj, 1912
63. Marie Curie, született Lengyelországban (Orosz Birodalom), Kémiai Nobel-díj, 1911
64. Paul-Henri-Benjamin d'Estournelles de Constant, Nobel-békedíj, 1909
65. Gabriel Lippmann, született Luxemburgban, Fizikai Nobel-díj, 1908
66. Alphonse Laveran, Fiziológiai és orvostudományi Nobel-díj, 1907
67. Louis Renault, Nobel-békedíj, 1907
68. Henri Moissan, Kémiai Nobel-díj, 1906
69. Frédéric Mistral, Irodalmi Nobel-díj, 1904
70. Henri Becquerel, Fizikai Nobel-díj, 1903
71. Pierre Curie, Fizikai Nobel-díj, 1903
72. Marie Curie, született Lengyelországban (Orosz Birodalom), Fizikai Nobel-díj, 1903
73. Frédéric Passy, Nobel-békedíj, 1901
74. Sully Prudhomme, Irodalmi Nobel-díj, 1901

## Fülöp-szigetek
1. Maria Ressa, Nobel-békedíj, 1992

## Ghána
1. Kofi Annan, Nobel-békedíj, 2001

## Görögország
1. Odüsszeusz Elitisz, Irodalmi Nobel-díj, 1979
2. Jórgosz Szeférisz, Irodalmi Nobel-díj, 1963

## Guatemala
1. Rigoberta Menchú, Nobel-békedíj, 1992
2. Miguel Ángel Asturias, Irodalmi Nobel-díj, 1967

## Hollandia
1. Guido Imbens, Közgazdasági Nobel-emlékdíj, 2021
2. Bernard L. Feringa, Kémiai Nobel-díj, 2016
3. Andre Geim, született a Szovjetunióban, most Oroszország, Fizikai Nobel-díj, 2010
4. Martinus Veltman, Fizikai Nobel-díj, 1999
5. Gerardus ’t Hooft, Fizikai Nobel-díj, 1999
6. Paul J. Crutzen, Kémiai Nobel-díj, 1995
7. Simon van der Meer, Fizikai Nobel-díj, 1984
8. Nicolaas Bloembergen*, Fizikai Nobel-díj, 1981
9. Tjalling Koopmans, Közgazdasági Nobel-emlékdíj, 1975
10. Nikolaas Tinbergen*, Fiziológiai és orvostudományi Nobel-díj, 1973
11. Jan Tinbergen, Közgazdasági Nobel-emlékdíj, 1969
12. Frits Zernike, Fizikai Nobel-díj, 1953
13. Peter Debye, Kémiai Nobel-díj, 1936
14. Christiaan Eijkman, Fiziológiai és orvostudományi Nobel-díj, 1929
15. Willem Einthoven, Fiziológiai és orvostudományi Nobel-díj, 1924
16. Heike Kamerlingh Onnes, Fizikai Nobel-díj, 1913
17. Tobias Michael Carel Asser, Nobel-békedíj, 1911
18. Johannes Diderik van der Waals, Fizikai Nobel-díj, 1910
19. Pieter Zeeman, Fizikai Nobel-díj, 1902
20. Hendrik Lorentz, Fizikai Nobel-díj, 1902
21. Jacobus Henricus van ’t Hoff, Kémiai Nobel-díj, 1901

## Hongkong
1. Charles Kuen Kao, Fizikai Nobel-díj, 2009

## Horvátország
1. Leopold Ružička*, született Ausztria-Magyarországon, most Horvátország, Kémiai Nobel-díj, 1939

## India
1. Kailás Szatjárthi, Nobel-békedíj, 2014
2. Venkatráman Rámakrisnan*, as a UK Citizen, Kémiai Nobel-díj, 2009
3. Amartya Sen, Economic Sciences, 1998
4. Subrahmanyan Chandrasekhar*, as a USA Citizen, Fizikai Nobel-díj, 1983
5. Kalkuttai Szent Teréz, született az akkori Oszmán Birodalomban, most Macedónia, Nobel-békedíj, 1979
6. Har Gobind Khorana*, as a USA Citizen, Physiology of Medicine, 1968
7. C. V. Raman, Fizikai Nobel-díj, 1930
8. Rabindranáth Tagore, Irodalmi Nobel-díj, 1913
9. Rudyard Kipling*, Irodalmi Nobel-díj, 1907
10. Ronald Ross*, Fiziológiai és orvostudományi Nobel-díj, 1902

## Irak
1. Nadiye Murad, Nobel-békedíj, 2018

## Irán
1. Nargesz Mohammadi, Nobel-békedíj, 2023
2. Sirin Ebádi, Nobel-békedíj, 2003

## Írország
1. William C. Campbell, Fiziológiai és orvostudományi Nobel-díj, 2015
2. John Hume, Nobel-békedíj, 1998
3. Seamus Heaney, Irodalmi Nobel-díj, 1995
4. Seán MacBride, Nobel-békedíj, 1974
5. Samuel Beckett, Irodalmi Nobel-díj, 1969
6. Ernest Walton, Fizikai Nobel-díj, 1951
7. George Bernard Shaw*, Irodalmi Nobel-díj, 1925
8. William Butler Yeats, Irodalmi Nobel-díj, 1923

## Izland
1. Halldór Laxness, Irodalmi Nobel-díj, 1955

## Izrael
1. Joshua Angrist, Közgazdasági Nobel-emlékdíj, 2021
2. Arieh Warshel, Kémiai Nobel-díj, 2013
3. Michael Levitt, született a Dél Afrikai Unióban, Kémiai Nobel-díj, 2013
4. Daniel Shechtman, Kémiai Nobel-díj, 2011
5. Ada Jonat, Kémiai Nobel-díj, 2009
6. Robert Aumann, született Németországban, Közgazdasági Nobel-emlékdíj, 2005
7. Aaron Ciechanover, Kémiai Nobel-díj, 2004
8. Avram Hersko (Herskó Ferenc), született Magyarországon, Kémiai Nobel-díj, 2004
9. Daniel Kahneman, Közgazdasági Nobel-emlékdíj, 2002
10. Jichák Rabin, Nobel-békedíj, 1994
11. Simón Peresz, született az akkori Lengyelország, most Fehéroroszország, Nobel-békedíj, 1994
12. Menáhém Begín, született az akkori Oroszországban, most Fehéroroszország, Nobel-békedíj, 1978
13. Shmuel Yosef Agnon, született az akkori Ausztria-Magyarországon, most Ukrajna, Irodalmi Nobel-díj, 1966

## Japán
1. Nihon Hidankjo, Béke Nobel-díj, 2024
2. Syukuro Manabe, Fizikai Nobel-díj, 2021
3. Josino Akira, Kémiai Nobel-díj, 2019
4. Hondzso Taszuku, Fiziológiai és orvostudományi Nobel-díj, 2018
5. Kazuo Ishiguro*, Irodalmi Nobel-díj, 2017
6. Ószumi Josinori, Fiziológiai és orvostudományi Nobel-díj, 2016
7. Takaaki Kajita, Fizikai Nobel-díj, 2015
8. Omura Szatosi, Fiziológiai és orvostudományi Nobel-díj, 2015
9. Nakamura Sudzsi*, Fizikai Nobel-díj, 2014
10. Hiroshi Amano, Fizikai Nobel-díj, 2014
11. Isamu Akasaki, Fizikai Nobel-díj, 2014
12. Jamanaka Sinja, Fiziológiai és orvostudományi Nobel-díj, 2012
13. Akira Suzuki, Kémiai Nobel-díj, 2010
14. Ei-ichi Negishi, Kémiai Nobel-díj, 2010
15. Simomura Oszamu, Kémiai Nobel-díj, 2008
16. Toshihide Maskawa, Fizikai Nobel-díj, 2008
17. Makoto Kobayashi, Fizikai Nobel-díj, 2008
18. Yoichiro Nambu*, Fizikai Nobel-díj, 2008
19. Koichi Tanaka, Kémiai Nobel-díj, 2002
20. Kosiba Maszatosi, Fizikai Nobel-díj, 2002
21. Ryōji Noyori, Kémiai Nobel-díj, 2001
22. Hideki Shirakawa, Kémiai Nobel-díj, 2000
23. Óe Kenzaburó, Irodalmi Nobel-díj, 1994
24. Tonegava Szuszumu, Fiziológiai és orvostudományi Nobel-díj, 1987
25. Kenichi Fukui, Kémiai Nobel-díj, 1981
26. Szató Eiszaku, Nobel-békedíj, 1974
27. Leo Esaki, Fizikai Nobel-díj, 1973
28. Kavabata Jaszunari, Irodalmi Nobel-díj, 1968
29. Tomonaga Sinicsiró, Fizikai Nobel-díj, 1965
30. Jukava Hideki, Fizikai Nobel-díj, 1949

## Jemen
1. Tavakkul Karmán, Nobel-békedíj, 2011

## Kanada
1. David Card, Közgazdasági Nobel-emlékdíj, 2021
2. James Peebles, Fizikai Nobel-díj, 2019
3. Donna Strickland, Fizikai Nobel-díj, 2018
4. Arthur B. McDonald, Fizikai Nobel-díj, 2015
5. Alice Munro, Irodalmi Nobel-díj, 2013
6. Ralph M. Steinman, Fiziológiai és orvostudományi Nobel-díj, 2011
7. Willard Boyle*, Fizikai Nobel-díj, 2009
8. Jack W. Szostak, született az Egyesült Királyságban, Fiziológiai és orvostudományi Nobel-díj, 2009
9. Robert Mundell, Közgazdasági Nobel-emlékdíj, 1999
10. Myron Scholes*, Közgazdasági Nobel-emlékdíj, 1997
11. William Vickrey*, Közgazdasági Nobel-emlékdíj, 1996
12. Pugwash Conferences on Science and World Affairs, Nobel-békedíj, 1995
13. Bertram Brockhouse, Fizikai Nobel-díj, 1994
14. Michael Smith, született az Egyesült Királyságban, Kémiai Nobel-díj, 1993
15. Rudolph A. Marcus*, Kémiai Nobel-díj, 1992
16. Richard E. Taylor, Fizikai Nobel-díj, 1990
17. Sidney Altman, Kémiai Nobel-díj, 1989
18. John Polanyi, született Németországban, Kémiai Nobel-díj, 1986
19. Henry Taube*, Kémiai Nobel-díj, 1983
20. David H. Hubel*, Fiziológiai és orvostudományi Nobel-díj, 1981
21. Saul Bellow*, Irodalmi Nobel-díj, 1976
22. Gerhard Herzberg, született Németországban, Kémiai Nobel-díj, 1971
23. Charles B. Huggins*, Fiziológiai és orvostudományi Nobel-díj, 1966
24. Lester Bowles Pearson, Nobel-békedíj, 1957
25. William Giauque*, Kémiai Nobel-díj, 1949
26. Frederick G. Banting, Fiziológiai és orvostudományi Nobel-díj, 1923
27. John James Rickard Macleod, született Skóciában, Fiziológiai és orvostudományi Nobel-díj, 1923
28. Ernest Rutherford*, született Új-Zélandon, Kémiai Nobel-díj, 1908

## Kelet-Timor
1. Carlos Filipe Ximenes Belo, Nobel-békedíj, 1996
2. José Ramos-Horta, Nobel-békedíj, 1996

## Kenya
1. Wangari Maathai, Nobel-békedíj, 2004

## Kína
1. Juju Tu, Fiziológiai és orvostudományi Nobel-díj, 2015
2. Mo Jen, Irodalmi Nobel-díj, 2012
3. Liu Hsziao-po, Nobel-békedíj, 2010
4. Kao Hszing-csien*, Irodalmi Nobel-díj, 2000
5. Daniel C. Tsui*, Fizikai Nobel-díj, 1998
6. Jang Csen-ning*, Fizikai Nobel-díj, 1957
7. Li Cseng-tao*, Fizikai Nobel-díj, 1957
8. A 14. Dalai láma (Tendzin Gyaco), született Kína Csinghaj tartományában, Nobel-békedíj, 1989

## Kolumbia
1. Juan Manuel Santos, Nobel-békedíj, 2016
2. Gabriel García Márquez, Irodalmi Nobel-díj, 1982

## Kongói Demokratikus Köztársaság
1. Denis Mukwege, Nobel-békedíj, 2018

## Lengyelország
1. Olga Tokarczuk, Irodalmi Nobel-díj, 2018
2. Leonid Hurwicz*, született Oroszországban, Közgazdasági Nobel-emlékdíj, 2007
3. Wisława Szymborska, Irodalmi Nobel-díj, 1996
4. Józef Rotblat*, született Lengyelországban (Orosz Birodalom), Nobel-békedíj, 1995
5. Simón Peresz*, Izraeli állampolgár, Nobel-békedíj, 1994
6. Lech Wałęsa, Nobel-békedíj, 1983
7. Roald Hoffmann*, született az akkori Lengyelországban, most Ukrajna, Kémiai Nobel-díj, 1981
8. Czesław Miłosz, született az Orosz Birodalomban, most Litvánia, Irodalmi Nobel-díj, 1980
9. Isaac Bashevis Singer*, született Lengyelországban (Orosz Birodalom), Irodalmi Nobel-díj, 1978
10. Andrew Schally*, született az akkori Lengyelországban (Orosz Birodalom), most Litvánia), Medicine, 1977
11. Tadeus Reichstein*, született Lengyelországban (Orosz Birodalom), Fiziológiai és orvostudományi Nobel-díj, 1950
12. Władysław Reymont, született Lengyelországban (Orosz Birodalom), Irodalmi Nobel-díj, 1924
13. Marie Skłodowska-Curie, született Lengyelországban (Orosz Birodalom), Kémiai Nobel-díj, 1911
14. Henryk Sienkiewicz, született Lengyelországban (Orosz Birodalom), Irodalmi Nobel-díj, 1905
15. Marie Skłodowska-Curie, született Lengyelországban (Orosz Birodalom), Fizikai Nobel-díj, 1903

## Libanon
1. Ardem Patapoutian, Fiziológiai és orvostudományi Nobel-díj, 2021

## Libéria
1. Ellen Johnson-Sirleaf, Nobel-békedíj, 2011
2. Leymah Gbowee, Nobel-békedíj, 2011

## Litvánia
1. Bernard Lown*, Nobel-békedíj, 1985
2. Aaron Klug*, Kémiai Nobel-díj, 1982
3. Czesław Miłosz*,  Irodalmi Nobel-díj, 1980

## Luxemburg
1. Jules Hoffmann*, Fiziológiai és orvostudományi Nobel-díj, 2011
2. Gabriel Lippmann*, Fizikai Nobel-díj, 1908

## Magyarország
1. Krausz Ferenc, Fizikai Nobel-díj, 2023
2. Karikó Katalin, Fiziológiai és orvostudományi Nobel-díj, 2023
3. Avram Hersko* (Herskó Ferenc), izraeli állampolgár, Kémiai Nobel-díj, 2004
4. Kertész Imre, Irodalmi Nobel-díj, 2002
5. Oláh György, Kémiai Nobel-díj, 1994
6. Harsányi János, Közgazdasági Nobel-emlékdíj, 1994
7. Polányi János, született Németországban, Kémiai Nobel-díj, 1986
8. Gábor Dénes, Fizikai Nobel-díj, 1971
9. Wigner Jenő, Fizikai Nobel-díj, 1963
10. Békésy György, Fiziológiai és orvostudományi Nobel-díj, 1961
11. Hevesy György, Kémiai Nobel-díj, 1943
12. Szent-Györgyi Albert , Fiziológiai és orvostudományi Nobel-díj, 1937
13. Zsigmondy Richárd, Kémiai Nobel-díj, 1925
14. Bárány Róbert, született Ausztria-Magyarországon, Medicine, 1914
15. Lénárd Fülöp, Fizikai Nobel-díj, 1905

## Mexikó
1. Mario José Molina Henríquez*, Kémiai Nobel-díj, 1995
2. Octavio Paz Lozano, Irodalmi Nobel-díj, 1990
3. Alfonso García Robles, Nobel-békedíj, 1982

## Mianmar (Burma)
1. Aun Szan Szu Kji, Nobel-békedíj, 1991

## Németország
1. Benjamin List, Kémiai Nobel-díj, 2021
2. Klaus Hasselmann, Fizikai Nobel-díj, 2021
3. Reinhard Genzel, Fizikai Nobel-díj, 2020
4. Joachim Frank, Kémiai Nobel-díj, 2017
5. Rainer Weiss*, Fizikai Nobel-díj, 2017
6. Stefan Hell, született Romániában, Kémiai Nobel-díj, 2014
7. Thomas Südhof, Fiziológiai és orvostudományi Nobel-díj, 2013
8. Herta Müller, született Romániában, Irodalmi Nobel-díj, 2009
9. Harald zur Hausen, Fiziológiai és orvostudományi Nobel-díj, 2008
10. Gerhard Ertl, Kémiai Nobel-díj, 2007
11. Peter Grünberg, született az akkori Bohémia és Morvaország protektorátusban, most Csehország, Fizikai Nobel-díj, 2007
12. Theodor W. Hänsch, Fizikai Nobel-díj, 2005
13. Wolfgang Ketterle, Fizikai Nobel-díj, 2001
14. Herbert Kroemer, Fizikai Nobel-díj, 2000
15. Günter Blobel*, Fiziológiai és orvostudományi Nobel-díj, 1999
16. Günter Grass, született az akkori Danzig szabad városban, most Gdańsk, Irodalmi Nobel-díj, 1999
17. Horst L. Störmer, Fizikai Nobel-díj, 1998
18. Christiane Nüsslein-Volhard, Fiziológiai és orvostudományi Nobel-díj, 1995
19. Reinhard Selten, Közgazdasági Nobel-emlékdíj, 1994
20. Bert Sakmann, Fiziológiai és orvostudományi Nobel-díj, 1991
21. Erwin Neher, Fiziológiai és orvostudományi Nobel-díj, 1991
22. Hans G. Dehmelt*, Fizikai Nobel-díj, 1989
23. Wolfgang Paul, Fizikai Nobel-díj, 1989
24. Johann Deisenhofer, Kémiai Nobel-díj, 1988
25. Robert Huber, Kémiai Nobel-díj, 1988
26. Hartmut Michel, Kémiai Nobel-díj, 1988
27. Jack Steinberger*, Fizikai Nobel-díj, 1988
28. J. Georg Bednorz, Fizikai Nobel-díj, 1987
29. John Polanyi*, Kémiai Nobel-díj, 1986
30. Ernst Ruska, Fizikai Nobel-díj, 1986
31. Gerd Binnig, Fizikai Nobel-díj, 1986
32. Klaus von Klitzing, Fizikai Nobel-díj, 1985
33. Georges J.F. Köhler*, Fiziológiai és orvostudományi Nobel-díj, 1984
34. Georg Wittig, Kémiai Nobel-díj, 1979
35. Arno Allan Penzias*, Fizikai Nobel-díj, 1978
36. Henry Kissinger*, Nobel-békedíj, 1978
37. Ernst Otto Fischer, Kémiai Nobel-díj, 1973
38. Karl von Frisch, született az akkori Ausztria-Magyarországon, most Ausztria, Fiziológiai és orvostudományi Nobel-díj, 1973
39. Heinrich Böll, Irodalmi Nobel-díj, 1972
40. Gerhard Herzberg*, Kémiai Nobel-díj, 1971
41. Willy Brandt, Nobel-békedíj, 1971
42. Bernard Katz*, Fiziológiai és orvostudományi Nobel-díj, 1970
43. Max Delbrück*, Fiziológiai és orvostudományi Nobel-díj, 1969
44. Manfred Eigen, Kémiai Nobel-díj, 1967
45. Hans Albrecht Bethe*, Fizikai Nobel-díj, 1967
46. Nelly Sachs*, Irodalmi Nobel-díj, 1966
47. Feodor Felix Konrad Lynen, Fiziológiai és orvostudományi Nobel-díj, 1964
48. Konrad Bloch*, Fiziológiai és orvostudományi Nobel-díj, 1964
49. Karl Ziegler, Kémiai Nobel-díj, 1963
50. Maria Goeppert-Mayer*, Fizikai Nobel-díj, 1963
51. J. Hans D. Jensen, Fizikai Nobel-díj, 1963
52. Rudolf Mößbauer, Fizikai Nobel-díj, 1961
53. Werner Forßmann, Fiziológiai és orvostudományi Nobel-díj, 1956
54. Polykarp Kusch*, Fizikai Nobel-díj, 1955
55. Max Born*, Fizikai Nobel-díj, 1954
56. Walther Bothe, Fizikai Nobel-díj, 1954
57. Hermann Staudinger, Kémiai Nobel-díj, 1953
58. Fritz Albert Lipmann*, Fiziológiai és orvostudományi Nobel-díj, 1953
59. Hans Adolf Krebs*, Fiziológiai és orvostudományi Nobel-díj, 1953
60. Albert Schweitzer*, Nobel-békedíj, 1952
61. Otto Diels, Kémiai Nobel-díj, 1950
62. Kurt Alder, Kémiai Nobel-díj, 1950
63. Hermann Hesse*, Irodalmi Nobel-díj, 1946
64. Ernst Boris Chain*, Fiziológiai és orvostudományi Nobel-díj, 1945
65. Otto Hahn, Kémiai Nobel-díj, 1944
66. Otto Stern*, Fizikai Nobel-díj, 1943
67. Adolf Butenandt, Kémiai Nobel-díj, 1939
68. Gerhard Domagk, Fiziológiai és orvostudományi Nobel-díj, 1939
69. Richard Kuhn, született Ausztriában, Kémiai Nobel-díj, 1938
70. Otto Loewi*, Fiziológiai és orvostudományi Nobel-díj, 1936
71. Carl von Ossietzky, Nobel-békedíj, 1935
72. Hans Spemann, Fiziológiai és orvostudományi Nobel-díj, 1935
73. Werner Heisenberg, Fizikai Nobel-díj, 1932
74. Otto Heinrich Warburg, Fiziológiai és orvostudományi Nobel-díj, 1931
75. Carl Bosch, Kémiai Nobel-díj, 1931
76. Friedrich Bergius, Kémiai Nobel-díj, 1931
77. Hans Fischer, Kémiai Nobel-díj, 1930
78. Thomas Mann, Irodalmi Nobel-díj, 1929
79. Hans von Euler-Chelpin*, Kémiai Nobel-díj, 1929
80. Adolf Otto Reinhold Windaus, Kémiai Nobel-díj, 1928
81. Ludwig Quidde, Nobel-békedíj, 1927
82. Heinrich Otto Wieland, Kémiai Nobel-díj, 1927
83. Gustav Stresemann, Nobel-békedíj, 1926
84. James Franck, Fizikai Nobel-díj, 1925
85. Gustav Ludwig Hertz, Fizikai Nobel-díj, 1925
86. Otto Fritz Meyerhof, Fiziológiai és orvostudományi Nobel-díj, 1922
87. Albert Einstein, Fizikai Nobel-díj, 1921
88. Walther Hermann Nernst, Kémiai Nobel-díj, 1920
89. Johannes Stark, Fizikai Nobel-díj, 1919
90. Fritz Haber, Kémiai Nobel-díj, 1918
91. Max Planck, Fizikai Nobel-díj, 1918
92. Richard Willstätter, Kémiai Nobel-díj, 1915
93. Max von Laue, Fizikai Nobel-díj, 1914
94. Gerhart Hauptmann, született az akkori Poroszországban, most Lengyelország, Irodalmi Nobel-díj, 1912
95. Wilhelm Wien, Fizikai Nobel-díj, 1911
96. Otto Wallach, Kémiai Nobel-díj, 1910
97. Albrecht Kossel, Fiziológiai és orvostudományi Nobel-díj, 1910
98. Paul Heyse, Irodalmi Nobel-díj, 1910
99. Karl Ferdinand Braun, Fizikai Nobel-díj, 1909
100. Wilhelm Ostwald, született az akkori Oroszországban, most Lettország, Kémiai Nobel-díj, 1909
101. Rudolf Christoph Eucken, Irodalmi Nobel-díj, 1908
102. Paul Ehrlich, Fiziológiai és orvostudományi Nobel-díj, 1908
103. Eduard Buchner, Kémiai Nobel-díj, 1907
104. Robert Koch, Fiziológiai és orvostudományi Nobel-díj, 1905
105. Philipp Lenard, született az akkori Ausztria-Magyarországon, most Szlovákia, Fizikai Nobel-díj, 1905
106. Adolf von Baeyer, Kémiai Nobel-díj, 1905
107. Hermann Emil Fischer, Kémiai Nobel-díj, 1902
108. Theodor Mommsen, Irodalmi Nobel-díj, 1902
109. Emil von Behring, Fiziológiai és orvostudományi Nobel-díj, 1901
110. Wilhelm Conrad Röntgen, Fizikai Nobel-díj, 1901

## Nigéria
1. Wole Soyinka, Irodalmi Nobel-díj, 1986

## Norvégia
1. Jon Fosse, Irodalmi Nobel-díj, 2023
2. May-Britt Moser, Fiziológiai és orvostudományi Nobel-díj, 2014
3. Edvard Moser, Fiziológiai és orvostudományi Nobel-díj, 2014
4. Finn E. Kydland, Közgazdasági Nobel-emlékdíj, 2004
5. Trygve Haavelmo, Közgazdasági Nobel-emlékdíj, 1989
6. Ivar Giaever, Fizikai Nobel-díj, 1973
7. Ragnar Frisch, Közgazdasági Nobel-emlékdíj, 1969
8. Odd Hassel, Kémiai Nobel-díj, 1969
9. Lars Onsager, Kémiai Nobel-díj, 1968
10. Sigrid Undset, Irodalmi Nobel-díj, 1928
11. Fridtjof Nansen, Nobel-békedíj, 1922
12. Christian Lous Lange, Nobel-békedíj, 1921
13. Knut Hamsun, Irodalmi Nobel-díj, 1920
14. Bjørnstjerne Bjørnson, Irodalmi Nobel-díj, 1903

## Olaszország
1. Giorgio Parisi, Fizikai Nobel-díj, 2021
2. Mario Capecchi*, Fiziológiai és orvostudományi Nobel-díj, 2007
3. Riccardo Giacconi*, Fizikai Nobel-díj, 2002
4. Dario Fo, Irodalmi Nobel-díj, 1997
5. Rita Levi-Montalcini, Fiziológiai és orvostudományi Nobel-díj, 1986
6. Franco Modigliani, Közgazdasági Nobel-emlékdíj, 1985
7. Carlo Rubbia, Fizikai Nobel-díj, 1984
8. Eugenio Montale, Irodalmi Nobel-díj, 1975
9. Renato Dulbecco*, Fiziológiai és orvostudományi Nobel-díj, 1975
10. Salvador Luria*, Fiziológiai és orvostudományi Nobel-díj, 1969
11. Giulio Natta, Kémiai Nobel-díj, 1963
12. Emilio Segrè, Fizikai Nobel-díj, 1959
13. Salvatore Quasimodo, Irodalmi Nobel-díj, 1959
14. Daniel Bovet, született Svájcban, Fiziológiai és orvostudományi Nobel-díj, 1957
15. Enrico Fermi, Fizikai Nobel-díj, 1938
16. Luigi Pirandello, Irodalmi Nobel-díj, 1934
17. Grazia Deledda, Irodalmi Nobel-díj, 1926
18. Guglielmo Marconi, Fizikai Nobel-díj, 1909
19. Ernesto Teodoro Moneta, Nobel-békedíj, 1907
20. Camillo Golgi, Fiziológiai és orvostudományi Nobel-díj, 1906
21. Giosuè Carducci, Irodalmi Nobel-díj, 1906

## Oroszország és Szovjetunió
1. Alekszej Ivanovics Jekimov, Kémiai Nobel-díj, 2023
2. Memorial (emberi jogi szervezet), Nobel-békedíj, 2022
3. Dmitrij Muratov, Nobel-békedíj, 2021
4. Andre Geim*, Fizikai Nobel-díj, 2010
5. Konsztantyin Szergejevics Novoszjolov*, Fizikai Nobel-díj, 2010
6. Leonid Hurwicz*, Közgazdasági Nobel-emlékdíj, 2007
7. Alekszej Alekszejevics Abrikoszov*, Fizikai Nobel-díj, 2003
8. Vitalij Lazarevics Ginzburg, Fizikai Nobel-díj, 2003
9. Zsoresz Ivanovics Alfjorov, született az akkori Szovjetunióban, most Fehéroroszország, Fizikai Nobel-díj, 2000
10. Mihail Szergejevics Gorbacsov, Nobel-békedíj, 1990
11. Joszif Alekszandrovics Brodszkij*, Irodalmi Nobel-díj, 1987
12. Pjotr Leonyidovics Kapica, Fizikai Nobel-díj, 1978
13. Menáhém Begín*, Izraeli állampolgár, Nobel-békedíj, 1978
14. Ilya Prigogine*, Kémiai Nobel-díj, 1977
15. Andrej Dmitrijevics Szaharov, Nobel-békedíj, 1975
16. Leonyid Vitaljevics Kantorovics, Közgazdasági Nobel-emlékdíj, 1975
17. Alekszandr Iszajevics Szolzsenyicin, Irodalmi Nobel-díj, 1970
18. Mihail Alekszandrovics Solohov, Irodalmi Nobel-díj, 1965
19. Nyikolaj Gennagyijevics Baszov, Fizikai Nobel-díj, 1964
20. Alekszandr Mihajlovics Prohorov, született Ausztráliában, Fizikai Nobel-díj, 1964
21. Lev Davidovics Landau*, született az akkori Oroszországban, most Azerbajdzsán, Fizikai Nobel-díj, 1962
22. Borisz Leonyidovics Paszternak, Irodalmi Nobel-díj, 1958 (forced to decline)
23. Pavel Alekszejevics Cserenkov, Fizikai Nobel-díj, 1958
24. Igor Jevgenyjevics Tamm, Fizikai Nobel-díj, 1958
25. Ilja Mihajlovics Frank, Fizikai Nobel-díj, 1958
26. Nyikolaj Nyikolajevics Szemjonov, Kémiai Nobel-díj, 1956
27. Ivan Alekszejevics Bunyin*, Irodalmi Nobel-díj, 1933
28. Ilja Iljics Mecsnyikov, született Ukrajnában, Fiziológiai és orvostudományi Nobel-díj, 1908
29. Ivan Petrovics Pavlov, Fiziológiai és orvostudományi Nobel-díj, 1904

## Pakisztán
1. Malála Júszafzai, Nobel-békedíj, 2014
2. Abdus Salam, született az akkori Brit Indiában, most Pakisztán, Fizikai Nobel-díj, 1979

## Palesztina
1. Jasszer Arafat, (egyiptomi születésű), Nobel-békedíj, 1994

## Peru
1. Mario Vargas Llosa*, Irodalmi Nobel-díj, 2010

## Portugália
1. José Saramago, Irodalmi Nobel-díj, 1998
2. Carlos Filipe Ximenes Belo*, született az akkori Portugál Timoron, most Kelet-Timor, Nobel-békedíj, 1996
3. José Ramos-Horta*, született az akkori Portugál Timoron, most Kelet-Timor, Nobel-békedíj, 1996
4. António Egas Moniz, Fiziológiai és orvostudományi Nobel-díj, 1949

## Románia
1. Stefan Hell*, Kémiai Nobel-díj, 2014
2. Herta Müller*, Irodalmi Nobel-díj, 2009
3. Elie Wiesel*, Nobel-békedíj, 1986
4. George E. Palade*, Fiziológiai és orvostudományi Nobel-díj, 1974

## Saint Lucia
1. Derek Walcott, Irodalmi Nobel-díj, 1992
2. W. Arthur Lewis*, Közgazdasági Nobel-emlékdíj, 1979

## Spanyolország
1. Camilo José Cela, Irodalmi Nobel-díj, 1989
2. Vicente Aleixandre, Irodalmi Nobel-díj, 1977
3. Severo Ochoa*, Fiziológiai és orvostudományi Nobel-díj, 1959
4. Juan Ramón Jiménez, Irodalmi Nobel-díj, 1956
5. Jacinto Benavente, Irodalmi Nobel-díj, 1922
6. Santiago Ramón y Cajal, Fiziológiai és orvostudományi Nobel-díj, 1906
7. José Echegaray y Eizaguirre, Irodalmi Nobel-díj, 1904

## Svájc
1. Michel Mayor, Fizikai Nobel-díj, 2019
2. Didier Queloz, Fizikai Nobel-díj, 2019
3. Jacques Dubochet, Kémiai Nobel-díj, 2017
4. Kurt Wüthrich, Kémiai Nobel-díj, 2002
5. Orvosok Határok Nélkül, Nobel-békedíj, 1999
6. Rolf M. Zinkernagel, Fiziológiai és orvostudományi Nobel-díj, 1996
7. Richard R. Ernst, Kémiai Nobel-díj, 1991
8. Karl Alexander Müller, Fizikai Nobel-díj, 1987
9. Heinrich Rohrer, Fizikai Nobel-díj, 1986
10. Georges J. F. Köhler, született Németországban, Fiziológiai és orvostudományi Nobel-díj, 1984
11. Werner Arber, Fiziológiai és orvostudományi Nobel-díj, 1978
12. Vladimir Prelog, született az akkori Ausztria-Magyarországon, most Bosznia-Hercegovina, Kémiai Nobel-díj, 1975
13. Daniel Bovet, Fiziológiai és orvostudományi Nobel-díj, 1957
14. Felix Bloch, Fizikai Nobel-díj, 1952
15. Tadeus Reichstein, Fiziológiai és orvostudományi Nobel-díj, 1950
16. Walter Rudolf Hess, Fiziológiai és orvostudományi Nobel-díj, 1949
17. Paul Hermann Müller, Fiziológiai és orvostudományi Nobel-díj, 1948
18. Hermann Hesse, született Németországban, Irodalmi Nobel-díj, 1946
19. Leopold Ružička, született az akkori Ausztria-Magyarországon, most Horvátország, Kémiai Nobel-díj, 1939
20. Paul Karrer, Kémiai Nobel-díj, 1937
21. Albert Einstein, született Németországban, Fizikai Nobel-díj, 1921
22. Charles Édouard Guillaume, Fizikai Nobel-díj, 1920
23. Carl Spitteler, Irodalmi Nobel-díj, 1919
24. Alfred Werner, Kémiai Nobel-díj, 1913
25. Theodor Kocher, Fiziológiai és orvostudományi Nobel-díj, 1909
26. Élie Ducommun, Nobel-békedíj, 1902
27. Charles Albert Gobat, Nobel-békedíj, 1902
28. Jean-Henri Dunant, Nobel-békedíj, 1901

## Svédország
1. Anne L’Huillier, Fizikai Nobel-díj, 2023
2. Svante Pääbo, Fiziológiai és orvostudományi Nobel-díj, 2022
3. Tomas Lindahl, Kémiai Nobel-díj, 2015
4. Tomas Tranströmer, Irodalmi Nobel-díj, 2011
5. Arvid Carlsson, Fiziológiai és orvostudományi Nobel-díj, 2000
6. Alva Myrdal, Nobel-békedíj, 1982
7. Sune Bergström, Fiziológiai és orvostudományi Nobel-díj, 1982
8. Bengt I. Samuelsson, Fiziológiai és orvostudományi Nobel-díj, 1982
9. Kai Siegbahn, Fizikai Nobel-díj, 1981
10. Torsten Wiesel*, Fiziológiai és orvostudományi Nobel-díj, 1981
11. Bertil Gotthard Ohlin, Közgazdasági Nobel-emlékdíj, 1977
12. Eyvind Johnson, Irodalmi Nobel-díj, 1974
13. Harry Martinson, Irodalmi Nobel-díj, 1974
14. Gunnar Myrdal, Közgazdasági Nobel-emlékdíj, 1974
15. Ulf von Euler, Fiziológiai és orvostudományi Nobel-díj, 1970
16. Hannes Alfvén, Fizikai Nobel-díj, 1970
17. Ragnar Granit, született a Finn nagyhercegségben, 1809–1917 között az Orosz birodalom része, Fiziológiai és orvostudományi Nobel-díj, 1967
18. Nelly Sachs, született Németországban, Irodalmi Nobel-díj, 1966
19. Dag Hammarskjöld, Nobel-békedíj, 1961 (posztumusz)
20. Pär Lagerkvist, Irodalmi Nobel-díj, 1951
21. Arne Tiselius, Kémiai Nobel-díj, 1948
22. Erik Axel Karlfeldt, Irodalmi Nobel-díj, 1931 (posztumusz)
23. Nathan Söderblom, Nobel-békedíj, 1930
24. Hans von Euler-Chelpin, született Németországban, Kémiai Nobel-díj, 1929
25. Theodor Svedberg, Kémiai Nobel-díj, 1926
26. Karl Manne Siegbahn, Fizikai Nobel-díj, 1924
27. Hjalmar Branting, Nobel-békedíj, 1921
28. Verner von Heidenstam, Irodalmi Nobel-díj, 1916
29. Gustaf Dalén, Fizikai Nobel-díj, 1912
30. Allvar Gullstrand, Fiziológiai és orvostudományi Nobel-díj, 1911
31. Selma Lagerlöf, Irodalmi Nobel-díj, 1909
32. Klas Pontus Arnoldson, Nobel-békedíj, 1908
33. Svante Arrhenius, Kémiai Nobel-díj, 1903

## Szerbia
1. Ivo Andrić*, Irodalmi Nobel-díj, 1961

## Szlovénia
1. Friderik Pregl*, született Ausztria-Magyarországon, most Szlovénia, Kémiai Nobel-díj, 1923

## Tanzánia
1. Abdulrazak Gurnah, Irodalmi Nobel-díj, 2021

## Törökország
1. Daron Acemoglu, Közgazdasági Nobel-emlékdíj, 2024
2. Aziz Sancar, Kémiai Nobel-díj, 2015
3. Orhan Pamuk, Irodalmi Nobel-díj, 2006

## Trinidad és Tobago
1. Vidiadhar Surajprasad Naipaul*, Irodalmi Nobel-díj, 2001

## Tunézia
1. Moungi G. Bawendi, Kémiai Nobel-díj, 2023
2. Nemzeti Párbeszéd Kvartett, Nobel-békedíj, 2015.

## Ukrajna
1. Polgári Szabadságjogok Központja, Nobel-békedíj, 2022
2. Georges Charpak, Fizikai Nobel-díj, 1992
3. Roald Hoffmann, Kémiai Nobel-díj, 1981
4. Selman Waksman, Physiology and Medicine, 1952
5. Shmuel Yosef Agnon, Irodalmi Nobel-díj, 1966
6. Ilja Iljics Mecsnyikov, Physiology and Medicine, 1908

## USA

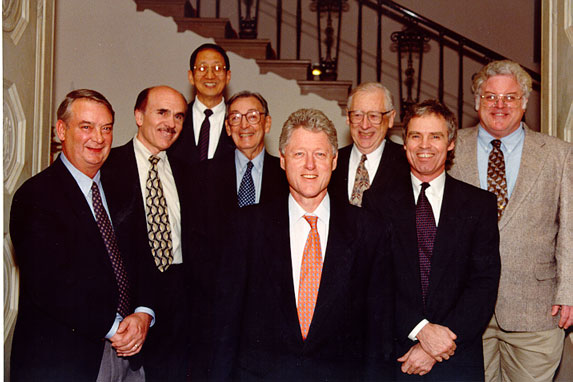
Clinton elnök a Fehér Házban fogadja az 1998-as amerikai Nobel-díjasokat

1. Daron Acemoglu, Közgazdasági Nobel-emlékdíj, 2024
2. Simon Johnson, Közgazdasági Nobel-emlékdíj, 2024
3. James Robinson,Közgazdasági Nobel-emlékdíj, 2024
4. David Baker, Kémiai Nobel-díj, 2024
5. John Jumper, Kémiai Nobel-díj, 2024
6. John Hopfield, Fizikai Nobel-díj, 2024
7. Viktor Ambros, Fiziológiai és orvostudományi Nobel-díj, 2024
8. Gary Ruvkun, Fiziológiai és orvostudományi Nobel-díj, 2024
9. Claudia Goldin, Közgazdasági Nobel-emlékdíj, 2023
10. Moungi G. Bawendi, Kémiai Nobel-díj, 2023
11. Alekszej Ivanovics Jekimov, Kémiai Nobel-díj, 2023
12. Louis E. Brus, Kémiai Nobel-díj, 2023
13. Pierre Agostini, Fizikai Nobel-díj, 2023
14. Drew Weissman, Fiziológiai és orvostudományi Nobel-díj, 2023
15. Ben Bernanke, Közgazdasági Nobel-emlékdíj, 2022
16. Douglas Diamond, Közgazdasági Nobel-emlékdíj, 2022
17. Philip Dybvig, Közgazdasági Nobel-emlékdíj, 2022
18. Carolyn R. Bertozzi, Kémiai Nobel-díj, 2022
19. Karl Barry Sharpless, Kémiai Nobel-díj, 2022
20. John F. Clauser, Fizikai Nobel-díj, 2022
21. David Card, Közgazdasági Nobel-emlékdíj, 2021
22. Joshua Angrist, Közgazdasági Nobel-emlékdíj, 2021
23. Guido Imbens, Közgazdasági Nobel-emlékdíj, 2021
24. David Julius, Fiziológiai és orvostudományi Nobel-díj, 2021
25. Ardem Patapoutian, Fiziológiai és orvostudományi Nobel-díj, 2021
26. Robert B. Wilson, Közgazdasági Nobel-emlékdíj, 2020
27. Paul Milgrom, Közgazdasági Nobel-emlékdíj, 2020
28. Louise Glück, Irodalmi Nobel-díj, 2020
29. Charles M. Rice, Fiziológiai és orvostudományi Nobel-díj, 2020
30. Harvey J. Alter, Fiziológiai és orvostudományi Nobel-díj, 2020
31. Jennifer A. Doudna, Kémiai Nobel-díj, 2020
32. Andrea M. Ghez, Fizikai Nobel-díj, 2020
33. Roger Penrose, Fizikai Nobel-díj, 2020
34. Abhijit Banerjee, Közgazdasági Nobel-emlékdíj, 2019
35. Michael Kremer, Közgazdasági Nobel-emlékdíj, 2018
36. William Kaelin, Fiziológiai és orvostudományi Nobel-díj, 2019
37. Gregg Semenza, Fiziológiai és orvostudományi Nobel-díj, 2019
38. John Goodenough, Kémiai Nobel-díj, 2019
39. Stanley Whittingham, Kémiai Nobel-díj, 2019
40. Arthur Ashkin, Fizikai Nobel-díj, 2018
41. George P. Smith, Kémiai Nobel-díj, 2018
42. Frances H. Arnold, Kémiai Nobel-díj, 2018
43. James P. Allison, Fiziológiai és orvostudományi Nobel-díj, 2018
44. William Nordhaus, Közgazdasági Nobel-emlékdíj, 2018
45. Paul Romer, Közgazdasági Nobel-emlékdíj, 2018
46. Richard H. Thaler, Közgazdasági Nobel-emlékdíj, 2017
47. Joachim Frank, született Németországban, Kémiai Nobel-díj, 2017
48. Rainer Weiss, született Németországban, Fizikai Nobel-díj, 2017
49. Kip Thorne, Fizikai Nobel-díj, 2017
50. Barry Barish, Fizikai Nobel-díj, 2017
51. Michael W. Young, Fiziológiai és orvostudományi Nobel-díj, 2017
52. Michael Rosbash, Fiziológiai és orvostudományi Nobel-díj, 2017
53. Jeffrey C. Hall, Fiziológiai és orvostudományi Nobel-díj, 2017
54. Bob Dylan, Irodalmi Nobel-díj, 2016
55. Oliver Hart, született az Egyesült Királyságban, Közgazdasági Nobel-emlékdíj, 2016
56. Fraser Stoddart, született az Egyesült Királyságban, Kémiai Nobel-díj, 2016
57. David J. Thouless, született az Egyesült Királyságban, Fizikai Nobel-díj, 2016
58. F. Duncan M. Haldane, született Egyesült Királyság, Fizikai Nobel-díj, 2016
59. John M. Kosterlitz, született az Egyesült Királyságban, Fizikai Nobel-díj, 2016
60. Angus Deaton, született az Egyesült Királyságban, Közgazdasági Nobel-emlékdíj, 2015
61. Paul Modrich, Kémiai Nobel-díj, 2015
62. Aziz Sancar, született Törökországban, Kémiai Nobel-díj, 2015
63. William C. Campbell, született Írországban, Fiziológiai és orvostudományi Nobel-díj, 2015
64. William Moerner, Kémiai Nobel-díj, 2014
65. Eric Betzig, Kémiai Nobel-díj, 2014
66. Shuji Nakamura*, született Japánban, Fizikai Nobel-díj, 2014
67. John O’Keefe*, Fiziológiai és orvostudományi Nobel-díj, 2014
68. Robert J. Shiller, Közgazdasági Nobel-emlékdíj, 2013
69. Lars Peter Hansen, Közgazdasági Nobel-emlékdíj, 2013
70. Eugene Fama, Közgazdasági Nobel-emlékdíj, 2013
71. Arieh Warshel*, született Izraelben, Kémiai Nobel-díj, 2013
72. Michael Levitt*, Izraeli állampolgár, Kémiai Nobel-díj, 2013
73. Martin Karplus, született Ausztriában, Kémiai Nobel-díj, 2013
74. Randy Schekman, Fiziológiai és orvostudományi Nobel-díj, 2013
75. Thomas Südhof, született Németországban, Fiziológiai és orvostudományi Nobel-díj, 2013
76. James Rothman, Fiziológiai és orvostudományi Nobel-díj, 2013
77. Alvin E. Roth, Közgazdasági Nobel-emlékdíj, 2012
78. Lloyd Shapley, Közgazdasági Nobel-emlékdíj, 2012
79. Brian K. Kobilka, Kémiai Nobel-díj, 2012
80. Robert Lefkowitz, Kémiai Nobel-díj, 2012
81. David J. Wineland, Fizikai Nobel-díj, 2012
82. Christopher A. Sims, Közgazdasági Nobel-emlékdíj, 2011
83. Thomas J. Sargent, Közgazdasági Nobel-emlékdíj, 2011
84. Saul Perlmutter, Fizikai Nobel-díj, 2011
85. Brian P. Schmidt, Fizikai Nobel-díj, 2011
86. Adam Riess, Fizikai Nobel-díj, 2011
87. Ralph Steinman, született Kanadában, Fiziológiai és orvostudományi Nobel-díj, 2011
88. Bruce Beutler, Fiziológiai és orvostudományi Nobel-díj, 2011
89. Peter A. Diamond, Közgazdasági Nobel-emlékdíj, 2010
90. Dale T. Mortensen, Közgazdasági Nobel-emlékdíj, 2010
91. Ei-ichi Negishi, Japán állampolgár, Kémiai Nobel-díj, 2010
92. Richard F. Heck, Kémiai Nobel-díj, 2010
93. Elinor Ostrom, Közgazdasági Nobel-emlékdíj, 2009
94. Oliver Eaton Williamson, Közgazdasági Nobel-emlékdíj, 2009
95. Barack Obama, Nobel-békedíj, 2009
96. Venkatráman Rámakrisnan*, született Indiában, Kémiai Nobel-díj, 2009
97. Thomas A. Steitz, Kémiai Nobel-díj, 2009
98. Willard S. Boyle, született Kanadában, Fizikai Nobel-díj, 2009
99. George E. Smith, Fizikai Nobel-díj, 2009
100. Charles Kuen Kao, született Kínában, Fizikai Nobel-díj, 2009
101. Elizabeth Blackburn, született Ausztráliában, Fiziológiai és orvostudományi Nobel-díj, 2009
102. Carol W. Greider, Fiziológiai és orvostudományi Nobel-díj, 2009
103. Jack W. Szostak, született az Egyesült Királyságban, Fiziológiai és orvostudományi Nobel-díj, 2009
104. Paul Krugman, Közgazdasági Nobel-emlékdíj, 2008
105. Roger Yonchien Tsien, Kémiai Nobel-díj, 2008
106. Martin Chalfie, Kémiai Nobel-díj, 2008
107. Simomura Oszamu, Japán állampolgár , Kémiai Nobel-díj, 2008
108. Yoichiro Nambu, született Japánban, Fizikai Nobel-díj, 2008
109. Leonid Hurwicz, született Oroszországban, Közgazdasági Nobel-emlékdíj, 2007
110. Eric Maskin, Közgazdasági Nobel-emlékdíj, 2007
111. Roger Myerson, Közgazdasági Nobel-emlékdíj, 2007
112. Al Gore, Nobel-békedíj, 2007
113. Mario Capecchi, született Olaszországban, Fiziológiai és orvostudományi Nobel-díj, 2007
114. Oliver Smithies, született az Egyesült Királyságban, Fiziológiai és orvostudományi Nobel-díj, 2007
115. Roger Kornberg, Kémiai Nobel-díj, 2006
116. John C. Mather, Fizikai Nobel-díj, 2006
117. Edmund Phelps, Közgazdasági Nobel-emlékdíj, 2006
118. George Smoot, Fizikai Nobel-díj, 2006
119. Andrew Fire, Fiziológiai és orvostudományi Nobel-díj, 2006
120. Craig Mello, Fiziológiai és orvostudományi Nobel-díj, 2006
121. Robert Aumann*, Izraeli állampolgár, Közgazdasági Nobel-emlékdíj, 2005
122. Robert H. Grubbs, Kémiai Nobel-díj, 2005
123. Richard R. Schrock, Kémiai Nobel-díj, 2005
124. Thomas Schelling, Közgazdasági Nobel-emlékdíj, 2005
125. John L. Hall, Fizikai Nobel-díj, 2005
126. Roy J. Glauber, Fizikai Nobel-díj, 2005
127. Irwin Rose, Kémiai Nobel-díj, 2004
128. Edward C. Prescott, Közgazdasági Nobel-emlékdíj, 2004
129. David Jonathan Gross, Fizikai Nobel-díj, 2004
130. Hugh David Politzer, Fizikai Nobel-díj, 2004
131. Frank Wilczek, Fizikai Nobel-díj, 2004
132. Richard Axel, Fiziológiai és orvostudományi Nobel-díj, 2004
133. Linda Buck, Fiziológiai és orvostudományi Nobel-díj, 2004
134. Peter Agre, Kémiai Nobel-díj, 2003
135. Roderick MacKinnon, Kémiai Nobel-díj, 2003
136. Robert F. Engle, Közgazdasági Nobel-emlékdíj, 2003
137. Anthony J. Leggett, született az Egyesült Királyságban, Fizikai Nobel-díj, 2003
138. Paul Lauterbur, Fiziológiai és orvostudományi Nobel-díj, 2003
139. Alekszej Alekszejevics Abrikoszov, született Oroszországban, Fizikai Nobel-díj, 2003
140. Daniel Kahneman*, született Izraelben,  Közgazdasági Nobel-emlékdíj, 2002
141. Vernon L. Smith, Közgazdasági Nobel-emlékdíj, 2002
142. Jimmy Carter, Nobel-békedíj, 2002
143. John Fenn, Kémiai Nobel-díj, 2002
144. Raymond Davis Jr., Fizikai Nobel-díj, 2002
145. Riccardo Giacconi, született Olaszországban, Fizikai Nobel-díj, 2002
146. Sydney Brenner, született a Dél Afrikai Unióban, Fiziológiai és orvostudományi Nobel-díj, 2002
147. H. Robert Horvitz, Fiziológiai és orvostudományi Nobel-díj, 2002
148. William S. Knowles, Kémiai Nobel-díj, 2001
149. K. Barry Sharpless, Kémiai Nobel-díj, 2001
150. Joseph Stiglitz, Közgazdasági Nobel-emlékdíj, 2001
151. George Akerlof, Közgazdasági Nobel-emlékdíj, 2001
152. A. Michael Spence, Közgazdasági Nobel-emlékdíj, 2001
153. Eric A. Cornell, Fizikai Nobel-díj, 2001
154. Carl Wieman, Fizikai Nobel-díj, 2001
155. Leland H. Hartwell, Fiziológiai és orvostudományi Nobel-díj, 2001
156. Alan Heeger, Kémiai Nobel-díj, 2000
157. Alan G. MacDiarmid, született Új-Zélandon, Kémiai Nobel-díj, 2000
158. James J. Heckman, Közgazdasági Nobel-emlékdíj, 2000
159. Daniel L. McFadden, Közgazdasági Nobel-emlékdíj, 2000
160. Jack Kilby, Fizikai Nobel-díj, 2000
161. Paul Greengard, Fiziológiai és orvostudományi Nobel-díj, 2000
162. Eric Kandel, született Ausztriában, Fiziológiai és orvostudományi Nobel-díj, 2000
163. Ahmed Zewail, született Egyiptomban,  Kémiai Nobel-díj, 1999
164. Günter Blobel, született az akkori Németországban, most Lengyelország, Fiziológiai és orvostudományi Nobel-díj, 1999
165. Walter Kohn, született Ausztriában, Kémiai Nobel-díj, 1998
166. Horst Ludwig Störmer, született Németországban, Fizikai Nobel-díj, 1998
167. Robert Betts Laughlin, Fizikai Nobel-díj, 1998
168. Daniel C. Tsui, született Kínában, Fizikai Nobel-díj, 1998
169. Robert F. Furchgott, Fiziológiai és orvostudományi Nobel-díj, 1998
170. Louis J. Ignarro, Fiziológiai és orvostudományi Nobel-díj, 1998
171. Ferid Murad, Fiziológiai és orvostudományi Nobel-díj, 1998
172. Paul D. Boyer, Kémiai Nobel-díj, 1997
173. Robert C. Merton, Közgazdasági Nobel-emlékdíj, 1997
174. Myron Scholes, született Kanadában, Közgazdasági Nobel-emlékdíj, 1997
175. Jody Williams, Nobel-békedíj, 1997
176. Steven Chu, Fizikai Nobel-díj, 1997
177. William D. Phillips, Fizikai Nobel-díj, 1997
178. Stanley B. Prusiner, Fiziológiai és orvostudományi Nobel-díj, 1997
179. Richard E. Smalley, Kémiai Nobel-díj, 1996
180. Robert F. Curl Jr., Kémiai Nobel-díj, 1996
181. William Vickrey, született Kanadában, Közgazdasági Nobel-emlékdíj, 1996
182. David M. Lee, Fizikai Nobel-díj, 1996
183. Douglas D. Osheroff, Fizikai Nobel-díj, 1996
184. Robert Coleman Richardson, Fizikai Nobel-díj, 1996
185. Mario J. Molina, született Mexikóban, Kémiai Nobel-díj, 1995
186. Frank Sherwood Rowland, Kémiai Nobel-díj, 1995
187. Robert Lucas, Jr., Közgazdasági Nobel-emlékdíj, 1995
188. Martin Lewis Perl, Fizikai Nobel-díj, 1995
189. Frederick Reines, Fizikai Nobel-díj, 1995
190. Edward B. Lewis, Fiziológiai és orvostudományi Nobel-díj, 1995
191. Eric F. Wieschaus, Fiziológiai és orvostudományi Nobel-díj, 1995
192. Oláh György, született Magyarországon, Kémiai Nobel-díj, 1994
193. Harsányi János, született Magyarországon, Közgazdasági Nobel-emlékdíj, 1994
194. John Forbes Nash, Közgazdasági Nobel-emlékdíj, 1994
195. Clifford G. Shull, Fizikai Nobel-díj, 1994
196. Alfred G. Gilman, Fiziológiai és orvostudományi Nobel-díj, 1994
197. Martin Rodbell, Fiziológiai és orvostudományi Nobel-díj, 1994
198. Kary Banks Mullis, Kémiai Nobel-díj, 1993
199. Robert W. Fogel, Közgazdasági Nobel-emlékdíj, 1993
200. Douglass C. North, Közgazdasági Nobel-emlékdíj, 1993
201. Toni Morrison, Irodalmi Nobel-díj, 1993
202. Russell A. Hulse, Fizikai Nobel-díj, 1993
203. Joseph Hooton Taylor Jr., Fizikai Nobel-díj, 1993
204. Phillip Allen Sharp, Fiziológiai és orvostudományi Nobel-díj, 1993
205. Rudolph A. Marcus, született Kanadában, Kémiai Nobel-díj, 1992
206. Gary S. Becker, Közgazdasági Nobel-emlékdíj, 1992
207. Edmond H. Fischer, született Kínában, Fiziológiai és orvostudományi Nobel-díj, 1992
208. Edwin G. Krebs, Fiziológiai és orvostudományi Nobel-díj, 1992
209. Ronald Coase, született az Egyesült Királyságban, Közgazdasági Nobel-emlékdíj, 1991
210. Elias James Corey, Kémiai Nobel-díj, 1990
211. Merton H. Miller, Közgazdasági Nobel-emlékdíj, 1990
212. William F. Sharpe, Közgazdasági Nobel-emlékdíj, 1990
213. Harry M. Markowitz, Közgazdasági Nobel-emlékdíj, 1990
214. Jerome I. Friedman, Fizikai Nobel-díj, 1990
215. Henry W. Kendall, Fizikai Nobel-díj, 1990
216. Joseph Edward Murray, Fiziológiai és orvostudományi Nobel-díj, 1990
217. Edward Donnall Thomas, Fiziológiai és orvostudományi Nobel-díj, 1990
218. Sidney Altman, született Kanadában, Kémiai Nobel-díj, 1990
219. Thomas R. Cech, Kémiai Nobel-díj, 1989
220. Hans Georg Dehmelt, született Németországban, Fizikai Nobel-díj, 1989
221. Norman F. Ramsey, Fizikai Nobel-díj, 1989
222. John Michael Bishop, Fiziológiai és orvostudományi Nobel-díj, 1989
223. Harold E. Varmus, Fiziológiai és orvostudományi Nobel-díj, 1989
224. Leon Max Lederman, Fizikai Nobel-díj, 1988
225. Melvin Schwartz, Fizikai Nobel-díj, 1988
226. Jack Steinberger, született Németországban, Fizikai Nobel-díj, 1988
227. Gertrude B. Elion, Fiziológiai és orvostudományi Nobel-díj, 1988
228. George H. Hitchings, Fiziológiai és orvostudományi Nobel-díj, 1988
229. Charles J. Pedersen, született Koreában, Kémiai Nobel-díj, 1987
230. Donald J. Cram, Kémiai Nobel-díj, 1987
231. Robert Solow, Közgazdasági Nobel-emlékdíj, 1987
232. Joszif Alekszandrovics Brodszkij, született Oroszországban, Irodalmi Nobel-díj, 1987
233. Dudley R. Herschbach, Kémiai Nobel-díj, 1986
234. Yuan T. Lee, született Kínai Köztársaságban, Kémiai Nobel-díj, 1986
235. James M. Buchanan, Közgazdasági Nobel-emlékdíj, 1986
236. Elie Wiesel, született Romániában, Nobel-békedíj, 1986
237. Stanley Cohen, Fiziológiai és orvostudományi Nobel-díj, 1986
238. Rita Levi-Montalcini, született Olaszországban, Fiziológiai és orvostudományi Nobel-díj, 1986
239. Jerome Karle, Kémiai Nobel-díj, 1985
240. Herbert A. Hauptman, Kémiai Nobel-díj, 1985
241. Franco Modigliani, született Olaszországban, Közgazdasági Nobel-emlékdíj, 1985
242. Michael Stuart Brown, Fiziológiai és orvostudományi Nobel-díj, 1985
243. Joseph L. Goldstein, Fiziológiai és orvostudományi Nobel-díj, 1985
244. Bruce Merrifield, Kémiai Nobel-díj, 1984
245. Henry Taube, született Kanadában, Kémiai Nobel-díj, 1983
246. Gérard Debreu, született Franciaországban, Közgazdasági Nobel-emlékdíj, 1983
247. William Alfred Fowler, Fizikai Nobel-díj, 1983
248. Subrahmanyan Chandrasekhar*, született Indiában, Fizikai Nobel-díj, 1983
249. Barbara McClintock, Fiziológiai és orvostudományi Nobel-díj, 1983
250. George J. Stigler, Közgazdasági Nobel-emlékdíj, 1982
251. Kenneth G. Wilson, Fizikai Nobel-díj, 1982
252. Roald Hoffmann, született az akkori Lengyelországban, most Ukrajna, Kémiai Nobel-díj, 1981
253. James Tobin, Közgazdasági Nobel-emlékdíj, 1981
254. Nicolaas Bloembergen, született Hollandiában, Fizikai Nobel-díj, 1981
255. Arthur L. Schawlow, Fizikai Nobel-díj, 1981
256. David Hunter Hubel, született Kanadában, Fiziológiai és orvostudományi Nobel-díj, 1981
257. Roger W. Sperry, Fiziológiai és orvostudományi Nobel-díj, 1981
258. Walter Gilbert, Kémiai Nobel-díj, 1980
259. Paul Berg, Kémiai Nobel-díj, 1980
260. Lawrence R. Klein, Közgazdasági Nobel-emlékdíj, 1980
261. Czesław Miłosz*, született az akkori Oroszországban, most Litvánia, Irodalmi Nobel-díj, 1980
262. James Cronin, Fizikai Nobel-díj, 1980
263. Val Fitch, Fizikai Nobel-díj, 1980
264. Baruj Benacerraf, született Venezuelában, Fiziológiai és orvostudományi Nobel-díj, 1980
265. George D. Snell, Fiziológiai és orvostudományi Nobel-díj, 1980
266. Herbert Charles Brown, született az Egyesült Királyságban, Kémiai Nobel-díj, 1979
267. Theodore Schultz, Közgazdasági Nobel-emlékdíj, 1979
268. Steven Weinberg, Fizikai Nobel-díj, 1979
269. Sheldon Lee Glashow, Fizikai Nobel-díj, 1979
270. Allan McLeod Cormack, született Dél Afrikai Unióban, Fiziológiai és orvostudományi Nobel-díj, 1979
271. Herbert Simon, Közgazdasági Nobel-emlékdíj, 1978
272. Isaac Bashevis Singer, született az akkori Oroszországban, most Lengyelország, Irodalmi Nobel-díj, 1978
273. Robert Woodrow Wilson, Fizikai Nobel-díj, 1978
274. Arno Allan Penzias, született Németországban, Fizikai Nobel-díj, 1978
275. Hamilton O. Smith, Fiziológiai és orvostudományi Nobel-díj, 1978
276. Daniel Nathans, Fiziológiai és orvostudományi Nobel-díj, 1978
277. Philip Anderson, Fizikai Nobel-díj, 1977
278. John H. van Vleck, Fizikai Nobel-díj, 1977
279. Roger Guillemin, született Franciaországban, Fiziológiai és orvostudományi Nobel-díj, 1977
280. Andrew Schally, született az akkori Lengyelországban, most Litvánia, Fiziológiai és orvostudományi Nobel-díj, 1977
281. Rosalyn Sussman Yalow, Fiziológiai és orvostudományi Nobel-díj, 1977
282. William Lipscomb, Kémiai Nobel-díj, 1976
283. Milton Friedman, Közgazdasági Nobel-emlékdíj, 1976
284. Saul Bellow, született Kanadában, Irodalmi Nobel-díj, 1976
285. Burton Richter, Fizikai Nobel-díj, 1976
286. Samuel C. C. Ting, Fizikai Nobel-díj, 1976
287. Baruch S. Blumberg, Fiziológiai és orvostudományi Nobel-díj, 1976
288. Daniel Carleton Gajdusek, Fiziológiai és orvostudományi Nobel-díj, 1976
289. Tjalling Koopmans, született az Hollandiában, Közgazdasági Nobel-emlékdíj, 1975
290. Ben R. Mottelson*, Fizikai Nobel-díj, 1975
291. James Rainwater, Fizikai Nobel-díj, 1975
292. David Baltimore, Fiziológiai és orvostudományi Nobel-díj, 1975
293. Renato Dulbecco, született Olaszországban, Fiziológiai és orvostudományi Nobel-díj, 1975
294. Howard Martin Temin, Fiziológiai és orvostudományi Nobel-díj, 1975
295. Paul J. Flory, Kémiai Nobel-díj, 1974
296. George Emil Palade, született Romániában, Fiziológiai és orvostudományi Nobel-díj, 1974
297. Wassily Leontief, született Németországban, Közgazdasági Nobel-emlékdíj, 1973
298. Henry Kissinger, született Németországban, Nobel-békedíj, 1973
299. Ivar Giaever, Norvégia, Fizikai Nobel-díj, 1973
300. Christian Anfinsen, Kémiai Nobel-díj, 1972
301. Stanford Moore, Kémiai Nobel-díj, 1972
302. William H. Stein, Kémiai Nobel-díj, 1972
303. Kenneth Arrow, Közgazdasági Nobel-emlékdíj, 1972
304. John Bardeen, Fizikai Nobel-díj, 1972
305. Leon N. Cooper, Fizikai Nobel-díj, 1972
306. Robert Schrieffer, Fizikai Nobel-díj, 1972
307. Gerald M. Edelman, Fiziológiai és orvostudományi Nobel-díj, 1972
308. Simon Kuznets, született az akkori Oroszországban, most Fehéroroszország, Közgazdasági Nobel-emlékdíj, 1971
309. Earl W. Sutherland, Jr., Fiziológiai és orvostudományi Nobel-díj, 1971
310. Paul Samuelson, Közgazdasági Nobel-emlékdíj, 1970
311. Norman Borlaug, Nobel-békedíj, 1970
312. Julius Axelrod, Fiziológiai és orvostudományi Nobel-díj, 1970
313. Murray Gell-Mann, Fizikai Nobel-díj, 1969
314. Max Delbrück, született Németországban, Fiziológiai és orvostudományi Nobel-díj, 1969
315. Alfred Hershey, Fiziológiai és orvostudományi Nobel-díj, 1969
316. Salvador Luria, született Olaszországban, Fiziológiai és orvostudományi Nobel-díj, 1969
317. Lars Onsager, született Norvégiában, Kémiai Nobel-díj, 1968
318. Luis Alvarez, Fizikai Nobel-díj, 1968
319. Robert W. Holley, Fiziológiai és orvostudományi Nobel-díj, 1968
320. Har Gobind Khorana*, született Indiában, Fiziológiai és orvostudományi Nobel-díj, 1968
321. Marshall Warren Nirenberg, Fiziológiai és orvostudományi Nobel-díj, 1968
322. Hans Albrecht Bethe, született az akkori Németországban, most Franciaország, Fizikai Nobel-díj, 1967
323. Haldan Keffer Hartline, Fiziológiai és orvostudományi Nobel-díj, 1967
324. George Wald, Fiziológiai és orvostudományi Nobel-díj, 1967
325. Robert S. Mulliken, Kémiai Nobel-díj, 1966
326. Charles Brenton Huggins, született Kanadában, Fiziológiai és orvostudományi Nobel-díj, 1966
327. Francis Peyton Rous, Fiziológiai és orvostudományi Nobel-díj, 1966
328. Robert Woodward, Kémiai Nobel-díj, 1965
329. Richard Feynman, Fizikai Nobel-díj, 1965
330. Julian Schwinger, Fizikai Nobel-díj, 1965
331. Martin Luther King, Nobel-békedíj, 1964
332. Charles H. Townes, Fizikai Nobel-díj, 1964
333. Konrad Emil Bloch, született az akkori Németországban, most Lengyelország, Fiziológiai és orvostudományi Nobel-díj, 1964
334. Maria Goeppert-Mayer, született az akkori Németországban, most Lengyelország, Fizikai Nobel-díj, 1963
335. Wigner Jenő, született Magyarországon, Fizikai Nobel-díj, 1963
336. John Steinbeck, Irodalmi Nobel-díj, 1962
337. Linus C. Pauling, Nobel-békedíj, 1962
338. James D. Watson, Fiziológiai és orvostudományi Nobel-díj, 1962
339. Melvin Calvin, Kémiai Nobel-díj, 1961
340. Robert Hofstadter, Fizikai Nobel-díj, 1961
341. Békésy György, született Magyarországon, Fiziológiai és orvostudományi Nobel-díj, 1961
342. Willard F. Libby, Kémiai Nobel-díj, 1960
343. Donald Arthur Glaser, Fizikai Nobel-díj, 1960
344. Owen Chamberlain, Fizikai Nobel-díj, 1959
345. Emilio Segrè, született Olaszországban, Fizikai Nobel-díj, 1959
346. Arthur Kornberg, Fiziológiai és orvostudományi Nobel-díj, 1959
347. Severo Ochoa, született Spanyolországban, Fiziológiai és orvostudományi Nobel-díj, 1959
348. George Beadle, Fiziológiai és orvostudományi Nobel-díj, 1958
349. Joshua Lederberg, Fiziológiai és orvostudományi Nobel-díj, 1958
350. Edward Tatum, Fiziológiai és orvostudományi Nobel-díj, 1958
351. Jang Csen-ning, született Kínában, Fizikai Nobel-díj, 1957
352. Li Cseng-tao, született Kínában, Fizikai Nobel-díj, 1957
353. William B. Shockley, Fizikai Nobel-díj, 1956
354. John Bardeen, Fizikai Nobel-díj, 1956
355. Walter Brattain, született Kínában, Fizikai Nobel-díj, 1956
356. Dickinson W. Richards, Fiziológiai és orvostudományi Nobel-díj, 1956
357. André Frédéric Cournand, Franciaország, Fiziológiai és orvostudományi Nobel-díj, 1956
358. Vincent du Vigneaud, Kémiai Nobel-díj, 1955
359. Willis E. Lamb, Fizikai Nobel-díj, 1955
360. Polykarp Kusch, született Németországban, Fizikai Nobel-díj, 1955
361. Linus C. Pauling, Kémiai Nobel-díj, 1954
362. Ernest Hemingway, Irodalmi Nobel-díj, 1954
363. John Franklin Enders, Fiziológiai és orvostudományi Nobel-díj, 1954
364. Frederick Chapman Robbins, Fiziológiai és orvostudományi Nobel-díj, 1954
365. Thomas Huckle Weller, Fiziológiai és orvostudományi Nobel-díj, 1954
366. George C. Marshall, Nobel-békedíj, 1953
367. Fritz Albert Lipmann, született az akkori Németországban, most Oroszország, Fiziológiai és orvostudományi Nobel-díj, 1953
368. Edward Mills Purcell, Fizikai Nobel-díj, 1952
369. Felix Bloch, született Svájcban, Fizikai Nobel-díj, 1952
370. Selman Waksman, született az akkori Oroszországban, most Ukrajna, Fiziológiai és orvostudományi Nobel-díj, 1952
371. Edwin M. McMillan, Kémiai Nobel-díj, 1951
372. Glenn T. Seaborg, Kémiai Nobel-díj, 1951
373. Ralph Bunche, Nobel-békedíj, 1950
374. Philip Showalter Hench, Fiziológiai és orvostudományi Nobel-díj, 1950
375. Edward Calvin Kendall, Fiziológiai és orvostudományi Nobel-díj, 1950
376. William Giauque, született Kanadában, Kémiai Nobel-díj, 1949
377. William Faulkner, Irodalmi Nobel-díj, 1949
378. T. S. Eliot*, Irodalmi Nobel-díj, 1948
379. American Friends Service Committee (Amerikai Barátok Szolgáltató Bizottsága), Nobel-békedíj, 1947
380. Carl Ferdinand Cori, született Ausztriában, Fiziológiai és orvostudományi Nobel-díj, 1947
381. Gerty Cori, született Ausztriában, Fiziológiai és orvostudományi Nobel-díj, 1947
382. Wendell M. Stanley, Kémiai Nobel-díj, 1946
383. James B. Sumner, Kémiai Nobel-díj, 1946
384. John Howard Northrop, Kémiai Nobel-díj, 1946
385. Emily G. Balch, Nobel-békedíj, 1946
386. John R. Mott, Nobel-békedíj, 1946
387. Percy Williams Bridgman, Fizikai Nobel-díj, 1946
388. Hermann Joseph Muller, Fiziológiai és orvostudományi Nobel-díj, 1946
389. Cordell Hull, Nobel-békedíj, 1945
390. Isidor Isaac Rabi, született Ausztriában, Fizikai Nobel-díj, 1944
391. Joseph Erlanger, Fiziológiai és orvostudományi Nobel-díj, 1944
392. Herbert Spencer Gasser, Fiziológiai és orvostudományi Nobel-díj, 1944
393. Otto Stern, született az akkori Németországban, most Lengyelország, Fizikai Nobel-díj, 1943
394. Edward Adelbert Doisy, Fiziológiai és orvostudományi Nobel-díj, 1943
395. Ernest Lawrence, Fizikai Nobel-díj, 1939
396. Pearl S. Buck, Irodalmi Nobel-díj, 1938
397. Clinton Davisson, Fizikai Nobel-díj, 1937
398. Eugene O’Neill, Irodalmi Nobel-díj, 1936
399. Carl Anderson, Fizikai Nobel-díj, 1936
400. Harold C. Urey, Kémiai Nobel-díj, 1934
401. George Minot, Fiziológiai és orvostudományi Nobel-díj, 1934
402. William Parry Murphy, Fiziológiai és orvostudományi Nobel-díj, 1934
403. George Whipple, Fiziológiai és orvostudományi Nobel-díj, 1934
404. Thomas Hunt Morgan, Fiziológiai és orvostudományi Nobel-díj, 1933
405. Irving Langmuir, Kémiai Nobel-díj, 1932
406. Jane Addams, Nobel-békedíj, 1931
407. Nicholas M. Butler, Nobel-békedíj, 1931
408. Sinclair Lewis, Irodalmi Nobel-díj, 1930
409. Frank B. Kellogg, Nobel-békedíj, 1929
410. Arthur Compton, Fizikai Nobel-díj, 1927
411. Charles G. Dawes, Nobel-békedíj, 1925
412. Robert Millikan, Fizikai Nobel-díj, 1923
413. Thomas Woodrow Wilson, Nobel-békedíj, 1919
414. Theodore W. Richards, Kémiai Nobel-díj, 1914
415. Elihu Root, Nobel-békedíj, 1912
416. Albert A. Michelson, született az akkori Németországban, most Lengyelország, Fizikai Nobel-díj, 1907
417. Theodore Roosevelt, Nobel-békedíj, 1906

## Venezuela
1. Baruj Benacerraf, Fiziológiai és orvostudományi Nobel-díj, 1980

## Vietnám
1. Lê Đức Thọ, született Francia Indokínában, Nobel-békedíj, 1973 (visszautasította)

## Összegezés
Nobel-díjasok száma országonként:
| Ország                  | Nobel-díjasok száma |
| ----------------------- | ------------------- |
| USA                     | 417                 |
| Egyesült Királyság      | 135                 |
| Németország             | 110                 |
| Franciaország           | 74                  |
| Svédország              | 32                  |
| / Oroszország           | 26                  |
| Svájc                   | 25                  |
| Kanada                  | 25                  |
| Japán                   | 25                  |
| Ausztria                | 22                  |
| Olaszország             | 20                  |
| Hollandia               | 20                  |
| Lengyelország           | 15                  |
| Dánia                   | 15                  |
| Norvégia                | 13                  |
| India                   | 12                  |
| Izrael                  | 12                  |
| Ausztrália              | 12                  |
| Belgium                 | 10                  |
| Dél-afrikai Köztársaság | 10                  |
| Magyarország            | 15                  |
| Kína                    | 8                   |
| Spanyolország           | 7                   |
| Írország                | 7                   |
| Csehország              | 5                   |
| Argentína               | 5                   |
| Finnország              | 5                   |
| Ukrajna                 | 5                   |
| Románia                 | 4                   |
| Egyiptom                | 4                   |
| Litvánia                | 3                   |
| Új-Zéland               | 3                   |
| Mexikó                  | 3                   |
| Törökország             | 3                   |
| Kolumbia                | 2                   |
| Saint Lucia             | 2                   |
| Luxemburg               | 2                   |
| Kelet-Timor             | 2                   |
| Bosznia-Hercegovina     | 2                   |
| Libéria                 | 2                   |
| Fehéroroszország        | 2                   |
| Portugália              | 2                   |
| Görögország             | 2                   |
| Guatemala               | 2                   |
| Chile                   | 2                   |
| Algéria                 | 2                   |
| Irán                    | 2                   |
| Pakisztán               | 2                   |
| Dél-Korea               | 2                   |
| Azerbajdzsán            | 1                   |
| Feröer                  | 1                   |
| Izland                  | 1                   |
| Ciprus                  | 1                   |
| Trinidad és Tobago      | 1                   |
| Lettország              | 1                   |
| Szlovénia               | 1                   |
| Macedónia               | 1                   |
| Tibet                   | 1                   |
| Horvátország            | 1                   |
| Palesztina              | 1                   |
| Costa Rica              | 1                   |
| Bulgária                | 1                   |
| Hongkong                | 1                   |
| Tajvan                  | 1                   |
| Jemen                   | 1                   |
| Ghána                   | 1                   |
| Venezuela               | 1                   |
| Peru                    | 1                   |
| Marokkó                 | 1                   |
| Kenya                   | 1                   |
| Mianmar                 | 1                   |
| Vietnam                 | 1                   |
| Banglades               | 1                   |
| Nigéria                 | 1                   |
| Brazília                | 1                   |

## Fordítás
Ez a szócikk részben vagy egészben  a   List of Nobel laureates by country című angol Wikipédia-szócikk fordításán alapul.  Az eredeti cikk szerkesztőit annak laptörténete sorolja fel. Ez a jelzés csupán a megfogalmazás eredetét és a szerzői jogokat jelzi, nem szolgál a cikkben szereplő információk forrásmegjelöléseként.